# Велоінфраструктура Львова
Велоінфраструктура Львова — сукупність засобів, елементів вуличної мережі, споруд та малих архітектурних форм, що призначені для користувачів велосипедів в місті або стосуються велосипедного руху у Львові.

## Історія розвитку

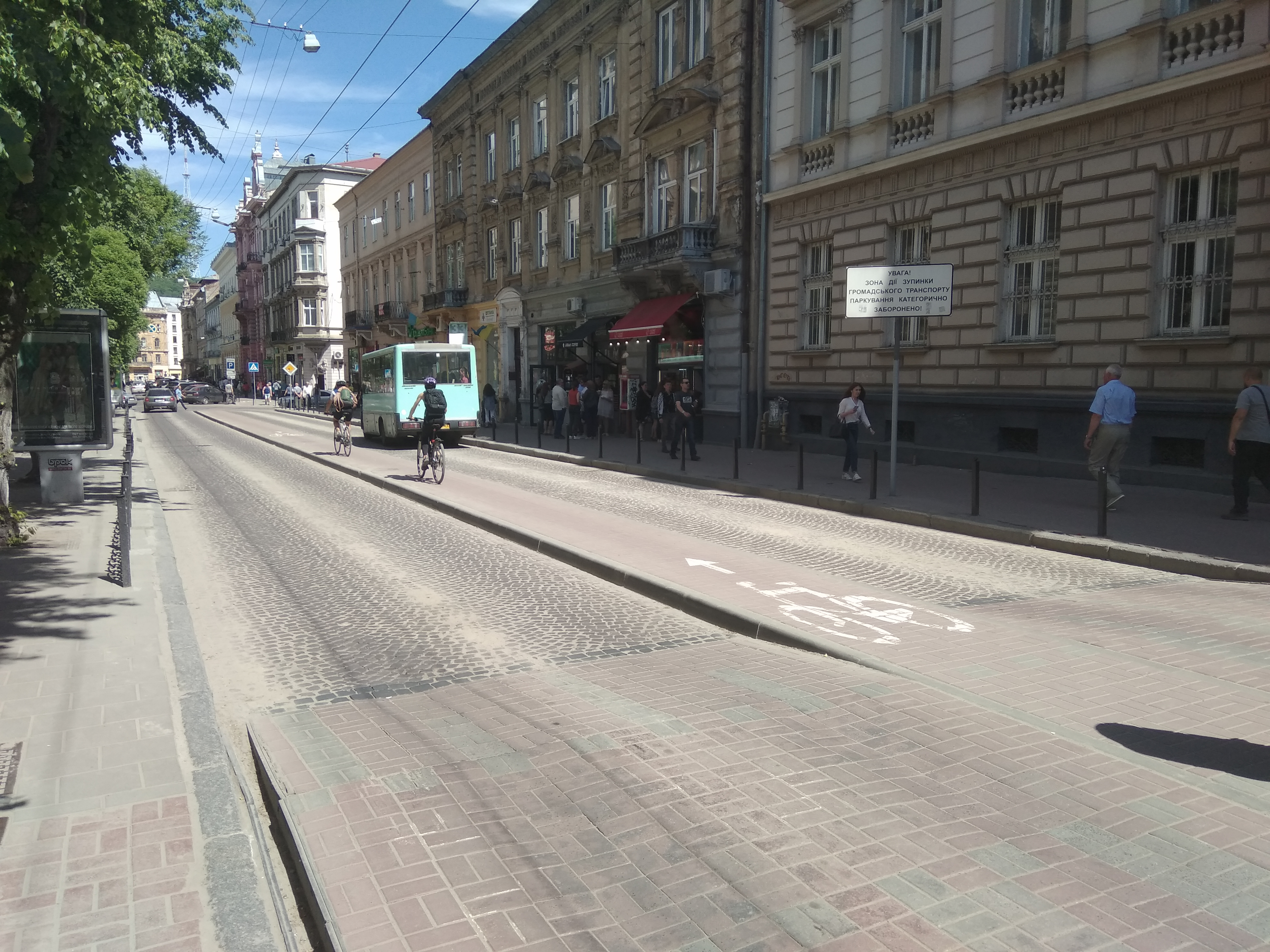
Велодоріжка на вул. Січових Стрільців

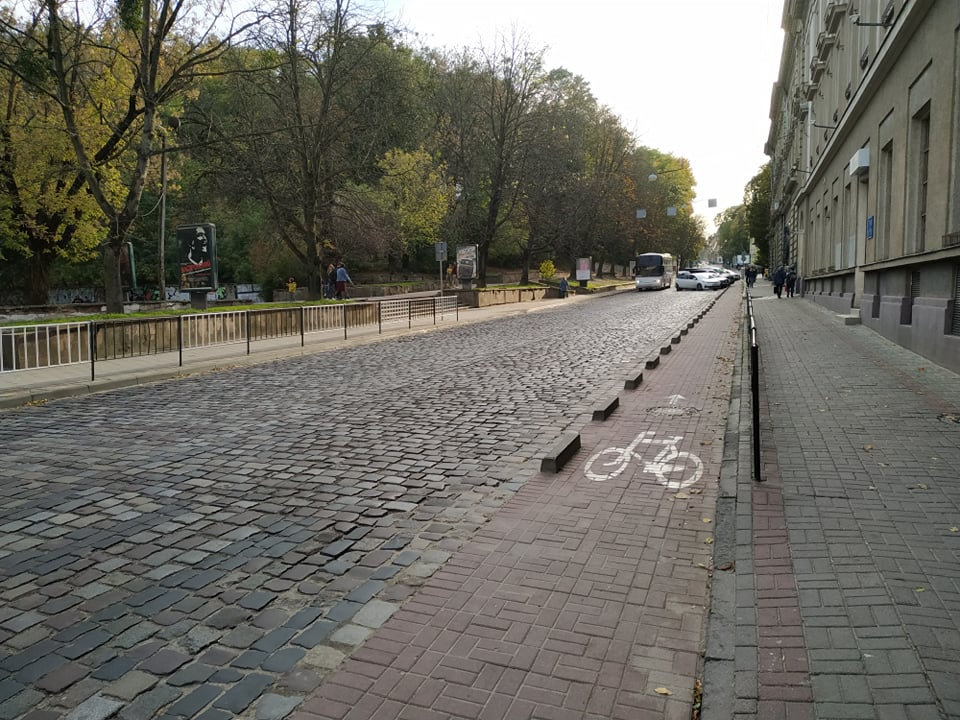
Велосипедна контрсмуга на Коперника

Першим поштовхом до створення велоінфраструктури у Львові ще у 2010 році була акція велоактивістів, які намалювали жовтою фарбою велодоріжку на проспекті Свободи. Це була лінія та зображення велосипеда, а також написи «Перша велодоріжка Львова імені Садового» і «Садовий, обіцяв — зроби!». Акція мала на меті не саме створення велодоріжки, а привернути увагу суспільства і міської влади до проблеми. Криві лінії мали символізувати ставлення міських чиновників до велоруху і до своїх обіцянок по створенню велоінфраструктури. Лобіювали розвиток велоінфраструктури в місті активісти, що потім стали членами Громадської організації «Львівська асоціація велосипедистів».
У 2010 році розпочалася розробка програми розвитку велосипедної інфраструктури Львова. 23 травня 2011 року було прийнято першу офіційну програму веломережі Львова, з цього моменту велоінфраструктура міста вийшла на офіційний рівень. У місті було розроблено та поступово впроваджувалась концепція розвитку велоінфраструктури, що була об'єднана в документ «Програма першої стадії розвитку велосипедної мережі та супровідної інфраструктури у Львові в 2011—2020 роках», яка задавала вектор розвитку веломережі Львова. Цей документ став першою в Україні концепцією розвитку міської велоінфраструктури. 
Враховуючи докладені містом зусилля у сфері розвитку велоінфраструктури, на початку 2013 року Львів отримав міжнародну нагороду з розвитку сталого транспорту.
Офіційно будувати велоінфраструктуру в місті почали в 2011 році, коли на вул. Вороного облаштували велосмугу із покриттям з червоної плитки. Вона ж стала і першою у Львові контрсмугою, де велосипедний рух має здійснюватись проти автомобільного руху. Також в 2011 році з'явилися велосмуги також на вулиці Зеленій. Цього ж року розпочали будівництво відокремлених велосипедних доріжок вздовж вулиці Липинського. Велодоріжки на вул. Липиського були збудовані за кошти німецького гранту в рамках співпраці з Німецьким товариством міжнародного співробітництва (GIZ) відповідно до європейських стандартів якості та безпеки, а всі робочі проєкти були ретельно перевірені німецькими експертам та консультантами. Втім, грантові кошти були надані на будівництво велодоріжки лише з одного боку вулиці, на місці де не було навіть хідника. Однак в процесі робіт вдалося заощадити трохи коштів і на них спромоглися частково збудувати велодоріжку і з іншого боку — там де тротуари були в поганому стані, а там, де тротуари мали рівне асфальтове покриття, велодоріжку нанесли фарбою.
У 2012 році розпочали будівництво двосторонньої велодоріжки шириною 3 метри на вул. Стрийській (від перехрестя з Науковою до Автовокзалу), а також односторонні велодоріжки на вул. Науковій. Цього ж року збудували велодоріжку на непарному боці проспекту Свободи. Також в 2012 році зробили частину велосмуги на вул. Городоцькій перед поворотом на Чернівецьку — на дорозі з бруківки виклали смугу із гладкої плитки червоного кольору. За цим же принципом одночасно збудували велосмугу на брукованій вул. Залізняка.
Львів — перше місто в Україні, де було влаштовано велосипедні контрсмуги. Попри певний спротив проєктантів, які боялися таких рішень, а також Державтоінспекції, ідею контрсмуг вдалося просунути і втілити. Частково контрсмугу створили на вул. Вороного, а першою повноцінною була створена в 2012 році велосипедна контрсмуга на Коперника. Потім такі смуги з'явилися на вулицях Коновальця, Снопківській.
У 2013 році на вул. Січових Стрільців збудували велосипедну доріжку, яка розташовується посередині дороги на висоті 15 см над рівнем проїзної частини і відмежовує смугу для руху громадського транспорту, яка по суті є кінцевою зупинкою автобусів, від смуги руху авто. Таке рішення теж було застосовано вперше в Україні.
За перші три роки створення велосипедної інфраструктури Львів вийшов на перше місце в переліку міст України, що розвивають велоінфраструктуру (за ним — Вінниця, Київ та Донецьк).
В 2014 році були нанесені велосмуги на вул. Виговського. Пізніше, у 2019 році, ці велосмуги отримали своє продовження у вигляді велодоріжок далі по цій же вулиці.
В 2015 році продовжилось будівництво веломаршруту в північні райони міста — збудували велосипедні доріжки вздовж проспекту Чорновола (від перехрестя з вул. Під Дубом до вул. Липинського). Відтак, велодоріжки на вул. Куліша та на вул. Липинського сполучились між собою.
2016 року розпочали будівництво велосипедної доріжки до смт. Брюховичі — маршрут проходить від вул. Варшавської по вул. Заозерній, яка є сприятливою для велоруху, а далі по вул. Замарстинівській на окремому полотні вздовж лісу аж до в'їзду в селище. Загальна протяжність маршруту в обох напрямках становить близько 5,5 км. Цього ж року збудували велодоріжку в парку Знесіння.
В 2018—2019 роках збудували велодоріжки з обох боків вул. Княгині Ольги. В 2019 році розпочали будівництво велодоріжок на другій частині проспекту Чорновола (від вул. Липинського до вул. Варшавської). Площа Двірцева, яка пройшла повну реконструкцію в 2019-2020 роках, також стала придатною для велоруху, який там передбачений частково по виділеній смузі для маршрутних транспортних засобів, а частково велосипедною контрсмугою.
Впродовж 2020 року збудували велосипедні доріжки на вул. Курмановича та проспекті Святого Івана Павла ІІ.
По завершенні основних робіт з реконструкції вулиці Степана Бандери місто отримало ще близько кілометра велосмуг з кожного боку вулиці. 
У вересні 2021 року Виконавчий комітет Львівської міської ради затвердив рішення щодо розвитку велосипедної мережі. Результатом мав стати проєкт ухвали міської ради про затвердження Програми розвитку велосипедної мережі та інфраструктури Львівської міської територіальної громади до 2030 року. Також проєкт рішення передбачав 14 невеликих проєктів, які мали дозволити з’єднати існуючу велосипедну мережу.
В 2022 році розпочали створення велосмуги та велокоридору на вул. Лазневій, що є ще однією ланкою для з'єднання велодоріжок на проспекті Свободи з велодоріжками на Зерновій та Куліша. 
Зараз безперервними велодоріжками можна доїхати від центру міста через вулиці Зернову, Куліша, просп. Чорновола, Липинського, Хмельницького аж до виїзду з міста. Після завершення будівництва велодоріжок на Чорновола та Варшавській можна буде доїхати з центру міста через вулиці Зернову, Куліша, просп. Чорновола, Варшавську, Заозерну, Замарстинівську аж до смт. Брюховичі, де крім цього є свої веломаршрути через лісопаркові зони. Велодоріжки на Чорновола планують сполучити з велодоріжкою на Богдана Хмельницького біля Галицького перехрестя через вулиці Мазепи та Грінченка, для яких вже є готові проєкти реконструкцій, що передбачають велосмуги. Найкраще розвинута велоінфраструктура в північному районі Львова. Найгірше — в районі Левандівка, саме тому в 2019 році розробили проєкт побудови велосипедних доріжок на вул. Сяйво.

## Велодоріжки

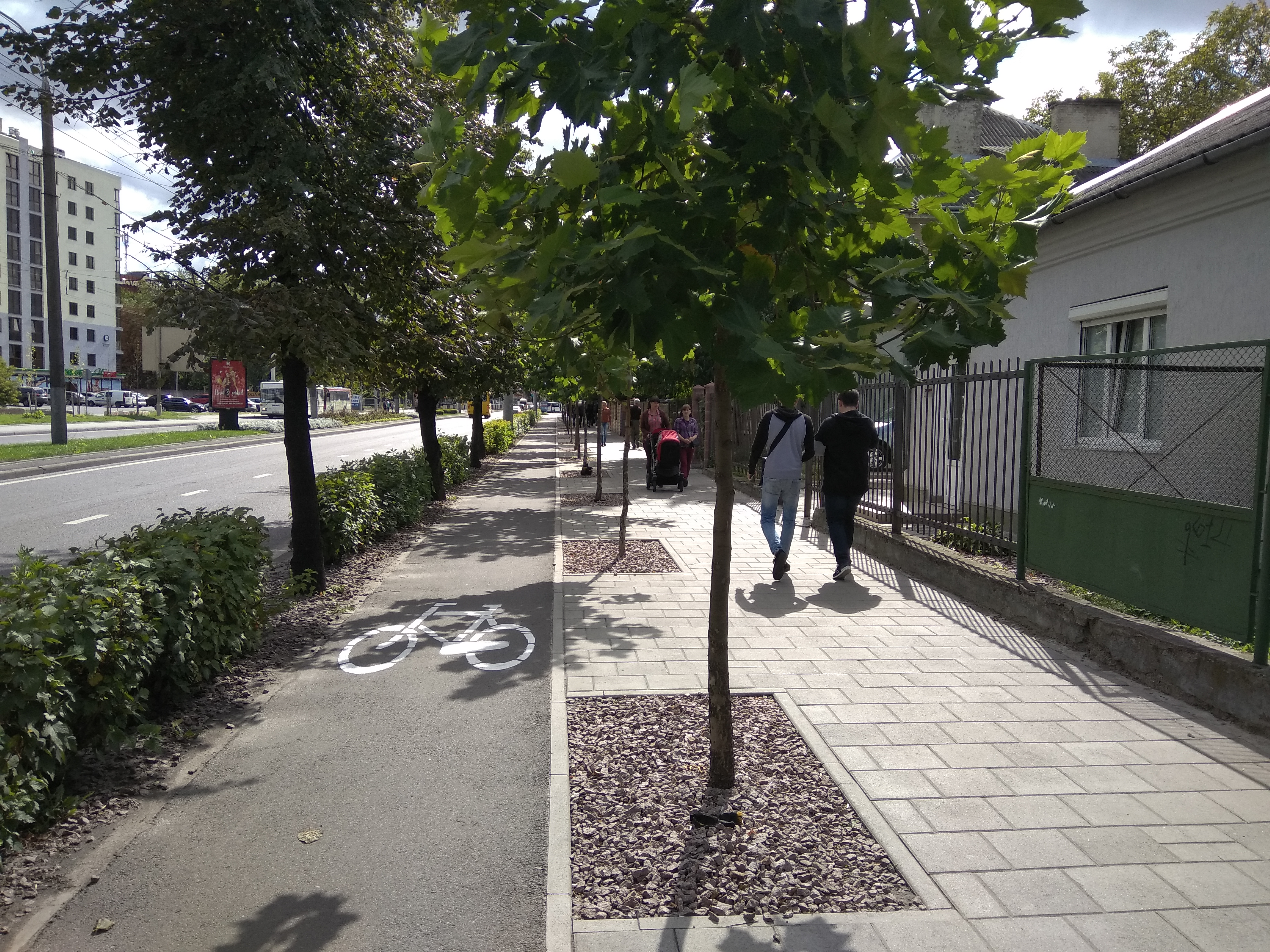
Велодоріжка на пр. Чорновола

Велодоріжка та розмітка 1.15 на вул. Куліша

Станом на 2017 рік у Львові налічується 100 кілометрів велодоріжок. Крім велосипедних доріжок в межах міста, у Львові будують і заміські маршрути. Вже є велодоріжка зі Львова, від вулиці Замарстинівської до смт. Брюховичі, що входить до львівської агломерації. Загальна протяжність веломаршруту — 5,3 км. Також планується веломаршрут в м. Винники загальною довжиною близько 12 км, що має стати продовженням збудованої в 2016 році велодоріжки у парку «Знесіння». Були плани поєднати Брюховичі та Винники між собою єдиним веломаршрутом.
Зараз вже є суцільний веломаршрут, що сполучив північну частину міста з центральною. Від «Галицького перехрестя» вже можна доїхати до готелю «Львів» велодоріжками, що проходять по вул. Б. Хмельницького, вул. Липинського, пр. Чорновола, вул. Куліша, вул. Зерновій. Суцільні ланки веломережі дозволяють проїхати від ЛНУ ім. Франка до вул. Бандери (вул. Листопадового Чину — пл. Святого Юра — вул. Митрополита Андрея), по вул. Городоцькій, Науковій, Стрийській. Відповідно до розробленого ексізного проєкту реконструкції вул. Бандери, на ній також мають з'явитись велосмуги. Активно розвивається веломережа на мікрорайоні Сихів (пр. Червоної Калини).
Найближчою ціллю є будівництво велоартерій з центру до всіх житлових районів. В планах є будівництво трансміської веломагістралі вул. Стрийська — вул. Наукова — вул. Княгині Ольги — вул. Сахарова — вул. Коперніка — пр. Свободи — вул. Староміська — вул. Лазнева — вул. Зернова — вул. Куліша — пр. Чорновола — вул. Варшавська — смт. Брюховичі.
Велошляхи Львова бувають таких основних типів:
- Велосмуги
- Контрсмуги (смуги для руху велосипедистів, що здійснюється проти напрямку руху авто на ділянках з одностороннім рухом)
- Відокремлені велосипедні доріжки (позначаються дорожнім знаком 4.14. «Доріжка для велосипедистів»)
- Велосипедні доріжки поруч з пішохідними (позначаються дорожнім знаком 4.18 «Суміжні пішохідна та велосипедна доріжки»)
- Спільні велопішохідні зони (позначаються дорожнім знаком 4.17. «Доріжка для пішоходів і велосипедистів»)

При спорудженні велосипедних доріжок у місті поширена хороша практика робити їх покриття відмінним від покриття тротуарів. Зараз в місті всі тротуари роблять лише з тротуарної плитки, а велодоріжки переважно асфальтовані. На вулицях, де є історичне покриття з бруківки часто велосмуги роблять з плитки «римський камінь» чи подібних ФЕМ.
До велосипедної мережі включають також вулиці заспокоєного руху та вулиці спільного руху. Проте, окремих велодоріжок там не споруджують, адже такі вулиці є і без того сприятливими для велоруху.

### Велорозмітка

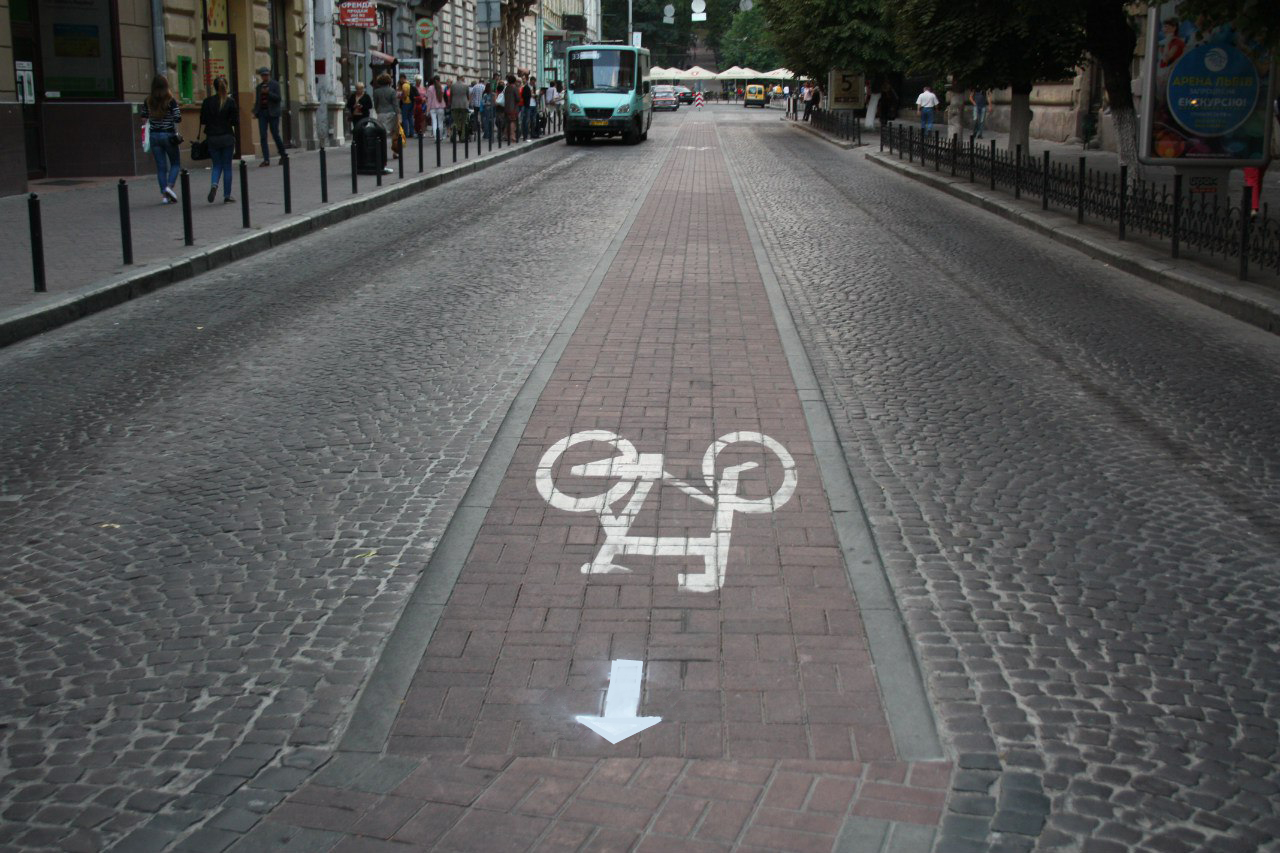
Стрілка напрямку руху на велодоріжці, нанесена активістами

Окрім стандартних піктограм велосипеда (дорожня розмітка 1.29), у Львові на велодоріжках стали з'являтись нові типи розмітки. В 2015 році громадськими активістами руху «Критична маса Львів» було започатковано нанесення на велосипедних доріжках стрілок, що позначають напрямок руху. Метою акції було показати велосипедистам, що велодоріжки мають напрям руху та привернути увагу міської влади до проблеми недостатньої розмітки велодоріжок.
Кульмінацією боротьби активістів став громадський проєкт «Розмітка на велосипедних доріжках Львова», що був поданий на Бюджет участі Львова та за результатами конкурсу отримав фінансування. Відтак, в 2017—2018 роках на велодоріжках з'явилась додаткова розмітка: стрілки за напрямком руху, стрілки для означення різких поворотів, зебри для позначення перетину з пішохідною доріжкою, лінії для розмежування потоків на двосторонніх велодоріжках та ін.

### Велошлюзи

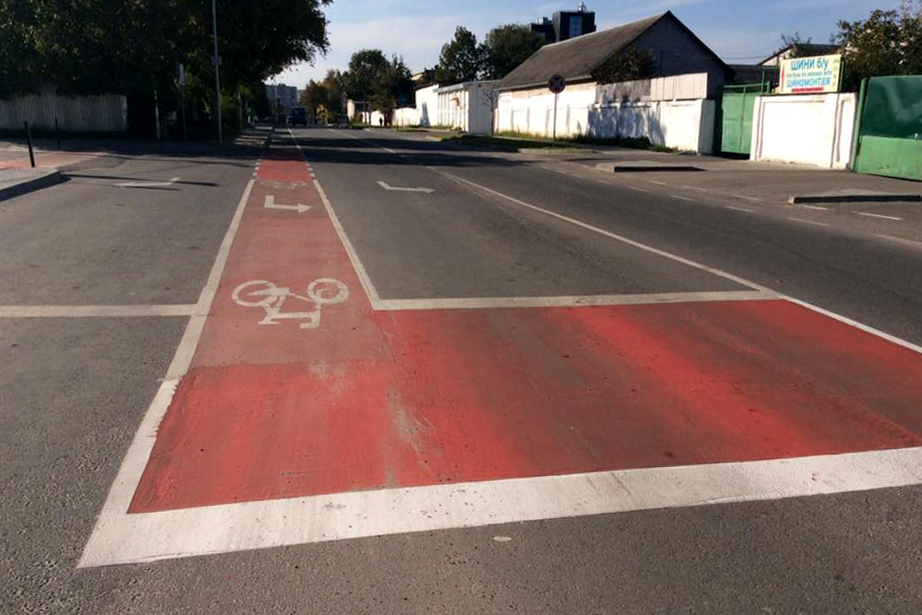
Велошлюз на вул. Садовій

Велошлюз або велосипедний накопичувач — інженерний прийом, спосіб організації проїзду велосипедистами перехрестя, який регулюється знаками та розміткою. Розмітку на перехресті наносять таким чином, що велосипедисти виїжджають перед автомобілями, адже стоп-лінія для велосипедистів є далі за стоп-лінію для авто, і перші перетинають перехрестя. Це зручно та безпечно, адже водії авто добре бачать велосипедиста і ризик зіткнення мінімальний. Також це уможливлює безпечний лівий поворот.
Перший у місті велошлюз облаштували на вул. Садовій.

### Велокільця
Велокільце — спосіб організації руху велосипедистів на перехрестях велодоріжок, що полягає в створенні на місці перехрещення невеликого кільця з іншого матеріалу, яке імітує круговий рух. Кільце роблять трохи випуклим, або ж в рівень з доріжкою, але воно все ще придатне для руху. Тобто, велосипедистові не обов'язково оминати його по колу, але такий елемент дає змогу велосипедистам безпечно розминутися і дає розуміння за якою траекторією їм слід рухатись.

## Велознаки

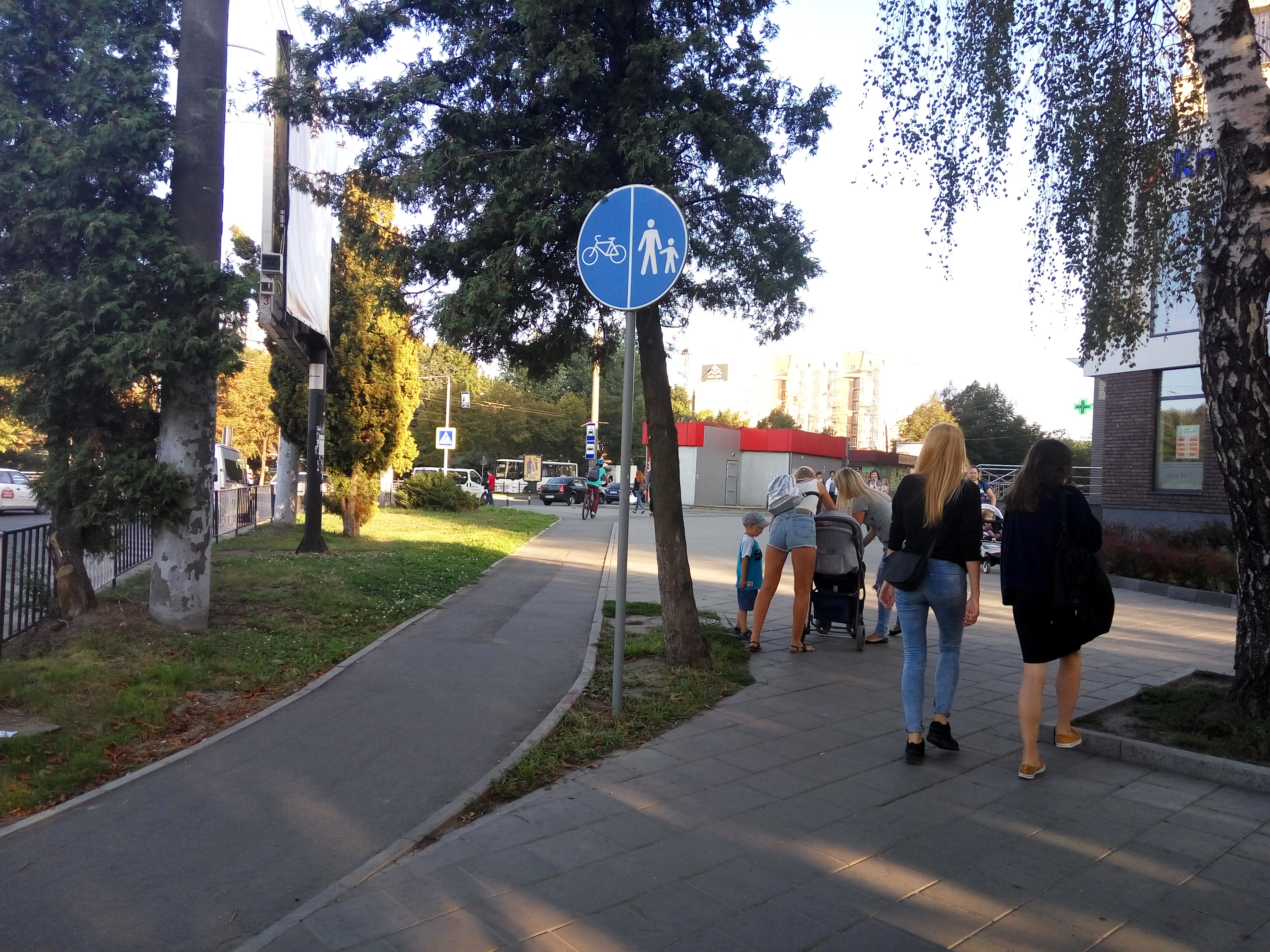
Дорожній знак 4.22 на пр. Чорновола

Крім стандартних і звичних знаків 4.12. «Доріжка для велосипедистів» та 4.14. «Доріжка для пішоходів і велосипедистів», у Львові активно застосовують знак 4.22 «Суміжні пішохідна та велосипедна доріжки», який порівняно нещодавно було додано до ДСТУ 4100.
В березні 2017 року на сесії міської ради затвердили нові експериментальні знаки, серед яких є знаки, що стосуються велоруху. Всі вони погоджені з Управлінням патрульної поліції. Йдеться про інформаційні таблички, що позначають напрям руху велодоріжкою.

## Велоопори

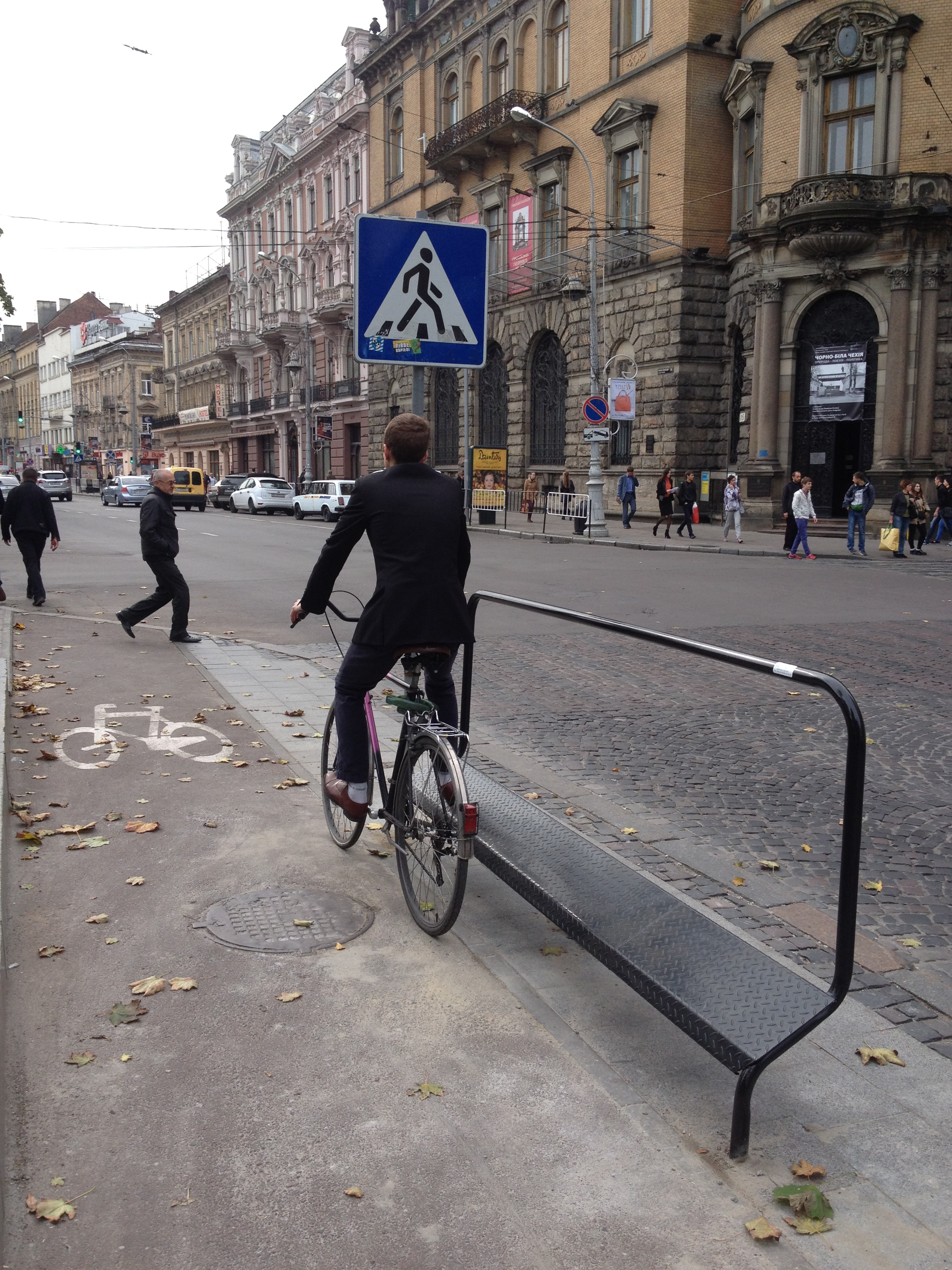
Велоопора на пр. Свободи

Ще одним типом міської велоінфраструктури є опори для велосипедистів, на які вони можуть спиратись ногами в очікуванні зеленого сигналу світлофора. Вперше в Україні вони з'явилися у Львові. Спочатку такі опори були встановлені на перехрестях пр. Свободи і вул. Гнатюка, а також вул. Липинського з вул. Замарстинівською.

## Велосвітлофори

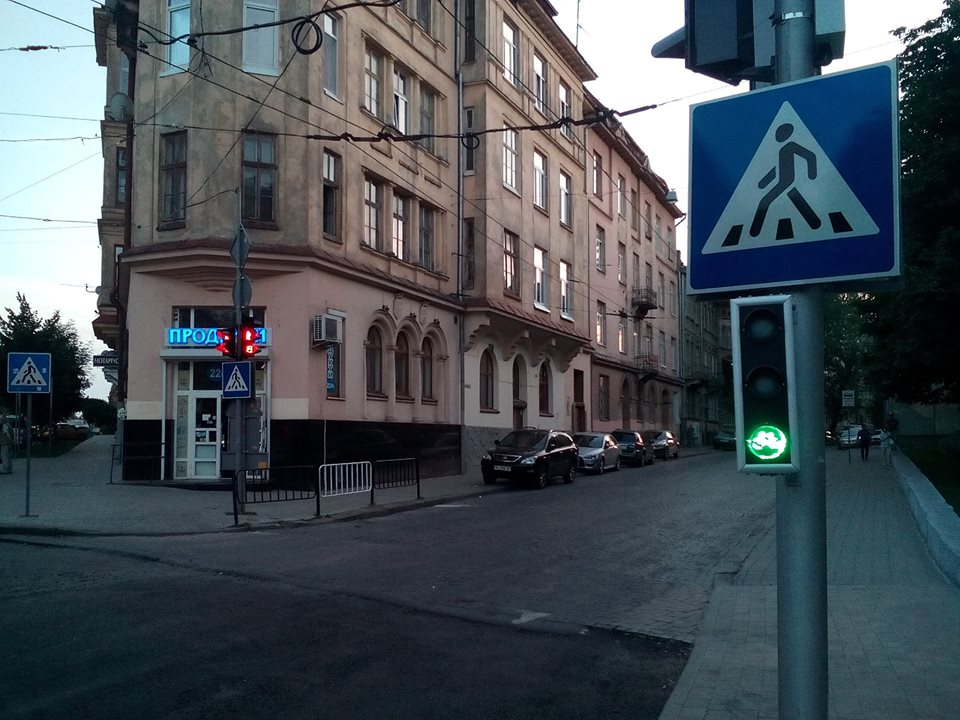
Велосвітлофор на Шептицьких

Перший велосипедний світлофор у Львові встановили в 2015 році на перехресті вулиць Мельника та Коновальця. Станом на 2017 рік у місті працювало 4 таких світлофори (інші знаходяться на вул. Київській, пр. Чорновола, вул. Шептицьких). В 2019 році запустили велосвітлофор на перехресті вул. Липинського і Бетховена. В 2022 році світлофори запрацювали також на вул. Бандери.

## Велопарковки
Велосипедними парковками обладнані майже усі державні установи, освітні заклади та організації. Мережу велопарковок активно доповнюють представники бізнесу, які встановлюють велостійки біля своїх закладів. Найбільш популярним типом велостійок у місті є П-подібні стійки. Саме цей тип стійок є найбільш зручним для користувачів, найдійним і саме він є офіційно рекомендованим типом стійок.
Станом на 2017 рік у місті налічується близько 300 велопарковок.

## Велоаптечки

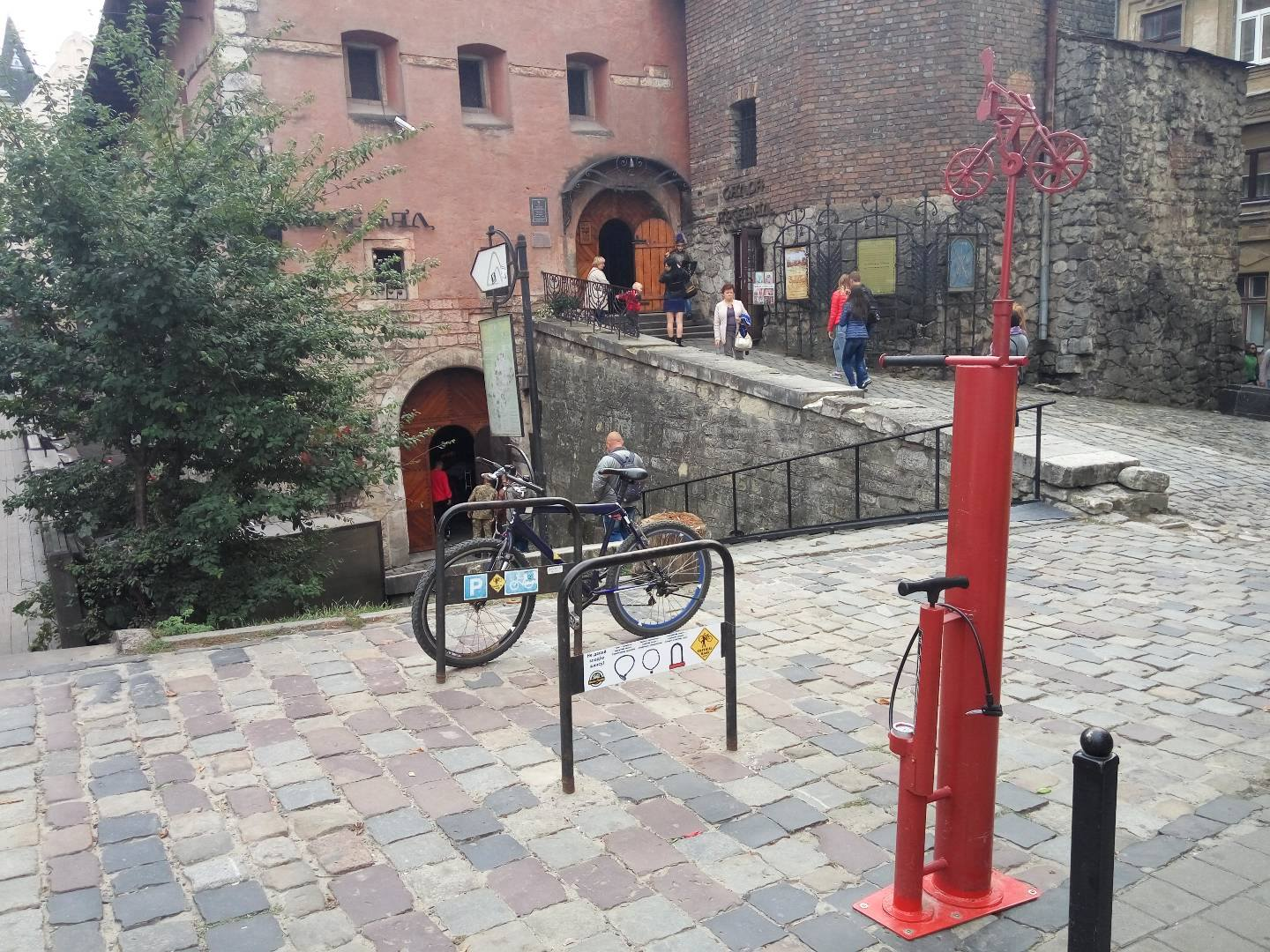
Велоаптечка біля «Арсеналу»

В місті встановлено станції з інструментами для ремонту велосипедів (так звані «велоаптечки»), до яких є відкритий доступ. Зазвичай такі станції містять найбільш потрібні для велосипедиста інструменти (ключі, шестигранники, викрутки), а також насос. Станом на 2017 рік таки вуличних велоаптечок налічується п'ять. Вони розташовані:
- на пл. 700-річчя Львова біля ТРЦ «Форум Львів» (2 штуки, ключ до станцій в охорони ТРЦ)
- на пл. Ринок біля фонтану зі статуєю Амфітріти
- на вул. Арсенальній біля «Арсеналу»
- на вул. Сихівській біля перехрестя з вул. Кавалерідзе

## Веломийки
Першу станцію для миття велосипедів у Львові було відкрито на вул. Науковій, 2а.

## Велоспорт
В місті діє єдиний в Україні критий велотрек на 3 000 глядачів — Велотрек СКА, що спеціалізується на проведенні велосипедних та легкоатлетичних змагань.
У Львові діє більше десяти байк-парків в різних районах міста (Погулянка, Вульки, Кайзервальд, Горіховий Гай, Сихів, Замарстинів, Скнилів, Винники, Брюховичі, тощо).
В різних районах Львова споруджено спеціально облаштовані скейт-парки, де любителі екстремального велоспрту тренуються на велосипедах BMX.

## Велопрокати

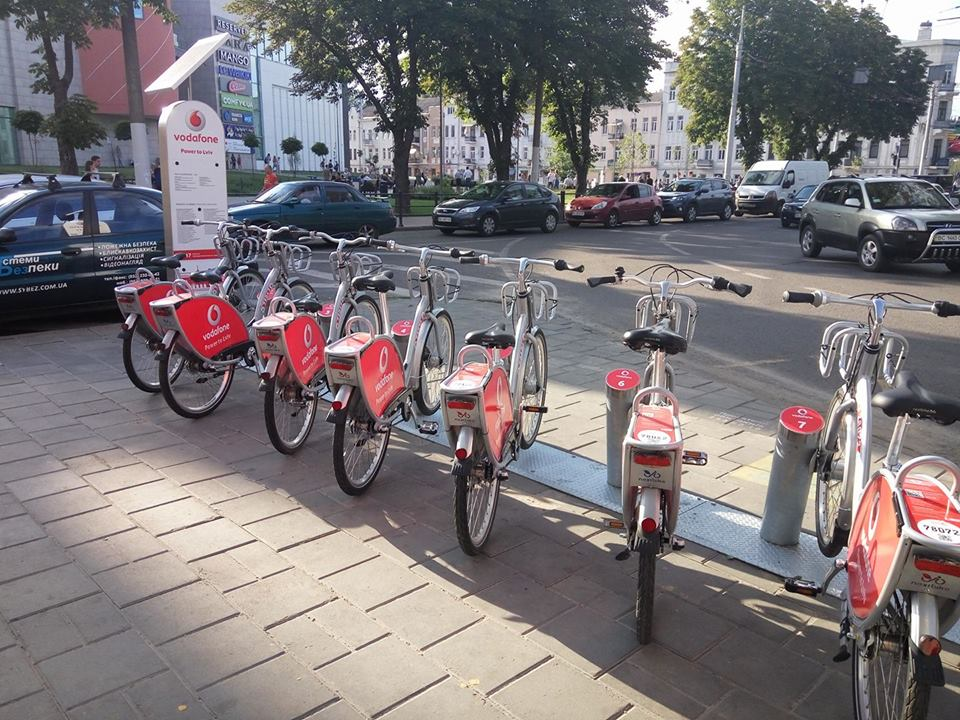
Станція велопрокату Nextbike біля ТРЦ «Forum Lviv»

Місячний абонемент на велопрокат Nextbike

В місті діє мережа приватних комерційних велопрокатів, а також мережевий велопрокат зі станціями Nextbike та безстанційний велопрокат Bikenow.
В 2015 році місто Львів стало першим в Україні, де запровадили систему громадського велопрокату Nextbike. В різних частинах міста розставили станції, до яких спеціальним замком кріпляться велосипеди. Для початку необхідно завантажити додаток, зареєструватися, поповнити рахунок і через цей додаток відсканувати QR-код велосипеда. Після користування велосипед можна залишити лише на іншій станції цього сервісу. Станом на 2017 рік мережа велопрокату у Львові налічувала 140 велосипедів і 24 станції прокату. Всього було заплановано встановити 150 станцій.
Станції муніципального велопрокату NextBike встановлені:
1. біля торгового центру «Санта Барбара» на просп. Червоної Калини, 109;
2. біля кінотеатру ім. Довженка на просп. Червоної Калини, 81;
3. біля торгового центру «Шувар» на просп. Червоної Калини, 49;
4. біля ТВК «Південний»;
5. біля ТРЦ «King Cross Leopolis»;
6. біля автовокзалу;
7. на перехресті вул. Стрийська — вул. Наукова — просп. Святого Івана Павла ІІ;
8. на перехресті вул. В. Великого — вул. Стрийська;
9. біля будівлі Державної фіскальної служби на вул. Стрийській, 35;
10. на вул. Промисловій, 50/52;
11. на площі Петрушевича;
12. на вул. Угорській, 14;
13. біля ТРЦ «Forum Lviv» на вул. Під Дубом, 7б;
14. на вул. Любінській, 89;
15. на вул. Садовій, 2а;
16. на Площі Ринок;
17. біля Львівського національного університету імені І. Франка (головний корпус);
18. біля Національного університету «Львівська Політехніка» на перехресті вул. Чупринки — вул. Бандери;
19. неподалік від Аквапарку на вул. Княгині Ольги;
20. біля бізнес-центру «Технопарк» на вул. Героїв УПА;
21. біля Українського католицького університету на вул. Козельницькій, 2;
22. біля готелю «Гетьман» на вул. В.Великого, 50;
23. на перехресті вул. Липинського — просп. Чорновола;
24. біля ТЦ «Арсен» на вул. Чорновола, 93.

В 2021 році у Львові запустили велопрокат Bikenow, що працює за так званою байк-шеринговою системою. По суті, Bikenow - це той самий Nextbike після ребрендингу. Єдина відмінність - станції цього велопрокату не фізичні, а віртуальні (зона паркування обмежується геолокацією).

## Велосипеди на залізниці

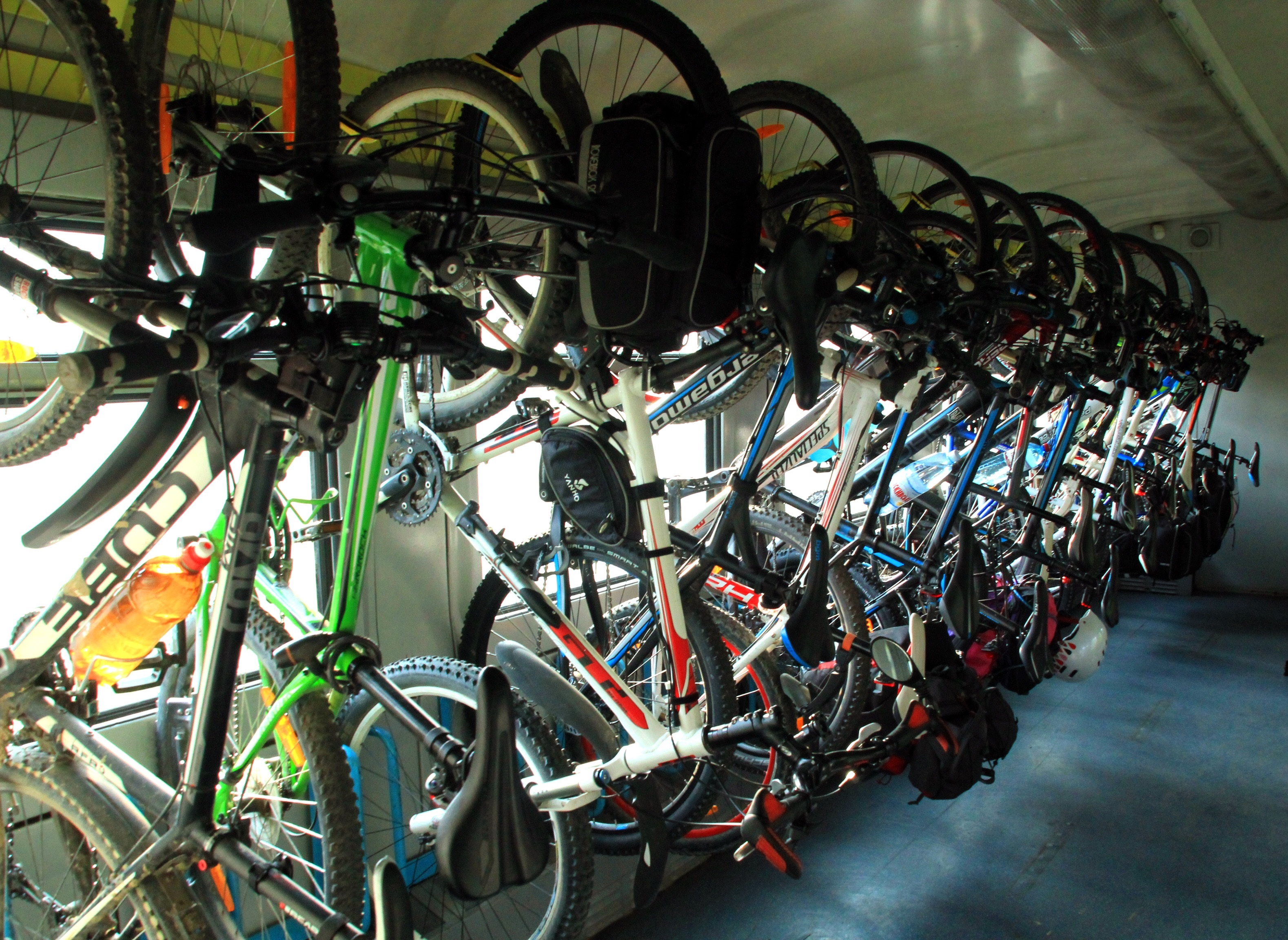
Веловагон Львівської залізниці

З огляду на попит велосипедного туризму в напрямку зі Львова в Карпати, з 2016 року почав діяти проєкт перевезення велосипедів залізницею у спеціальних вагонах. Саме цього року фахівці Моторвагонного депо Львів «Укрзалізниці» обладнали спеціальний вагон для перевезення велосипедів. Веловагон всередині з одного боку має спеціальні кріплення для фіксації велосипедів на стіни вагона, з іншого — ряд крісел для власників двоколісник. Ззовні вагон має спеціальні маркування.
Першим потягом, який в 2016 році вирушив у рейс із веловагоном був потяг № 827/828 сполученням Львів — Мукачеве — Львів, який зупиняється в туристичних пунктах Карпатських гір та Закарпаття: на станціях Карпати, Свалява, Воловець, Скотарське, Лавочне, Славське, Тухля, Гребенів, Сколе, а також на вокзалах Стрия, Миколаєва та Пустомит. Аналогічний веловагон курсує з 2016 року і у складі потяга № 829/830 Львів-Ужгород-Львів.
Веловагони курсують лише у літній період. Пасажири, які подорожують із велосипедами, при купівлі квитків у касах повинні вказати, що перевозять велосипед, та оформити квитанцію.
Проєкт реалізовано зусиллями фахівців моторвагонного депо Львів регіональної філії «Львівська залізниця» ПАТ «Укрзалізниця» спільно з Львівською облдержадміністрацією та львівськими велоактивістами. Такий досвід став першим та єдиним в Україні.

## Велосипеди в рекламі

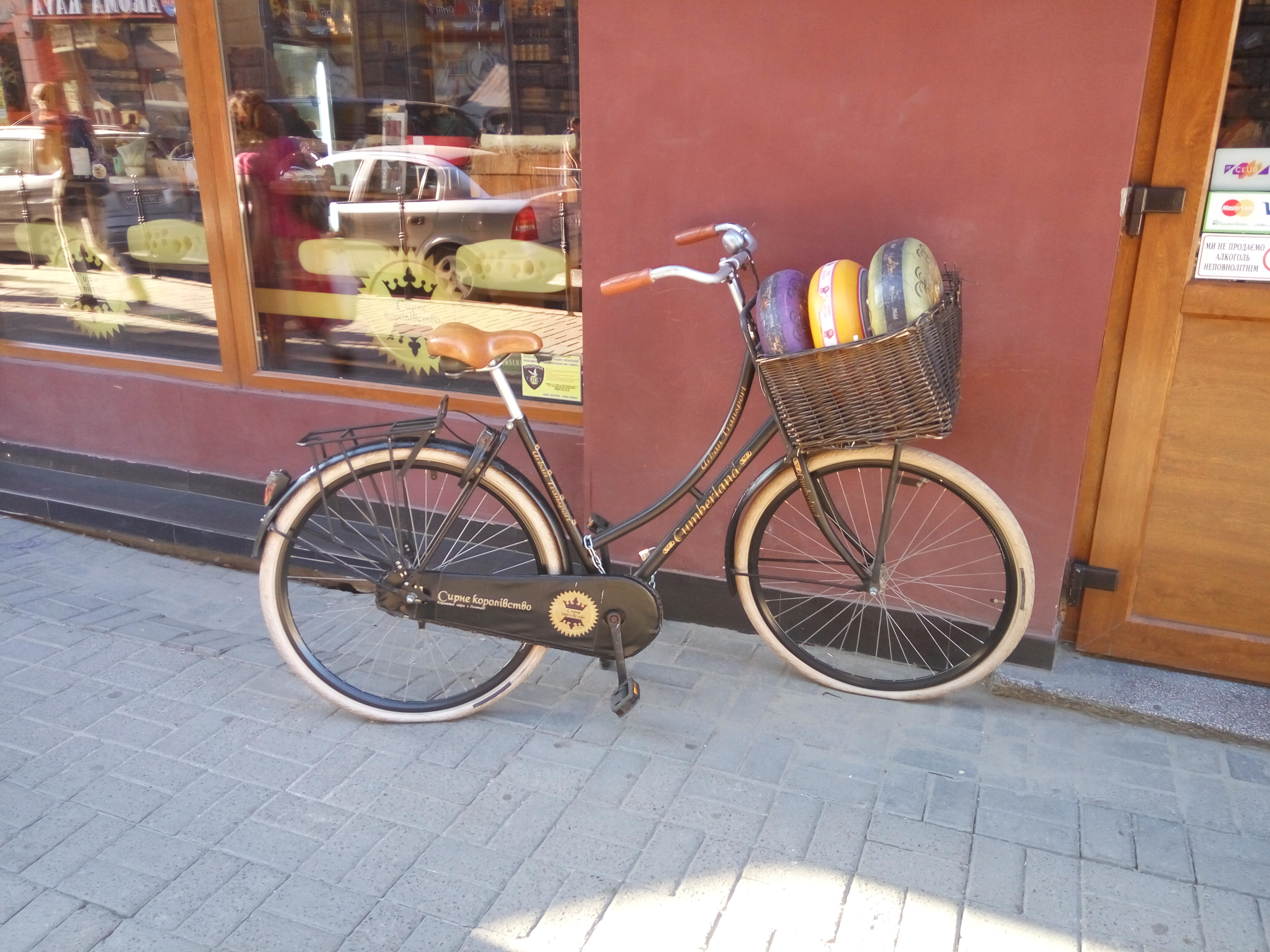
Велосипед як реклама магазину сирів

У Львові велосипеди використовуються в рекламних цілях, як рухомі так і як нерухомі рекламні носії. Нерухомі носії — це велосипеди, припарковані на вулицях, на яких розміщено рекламну інформацію. Як рухома реклама по місту курсують велосипеди з причепами, банерами, прапорами із рекламною інформацією. Також велосипеди використовують як елементи декору інтер'єрів та вітрин закладів.

## Велосипеди в бізнесі

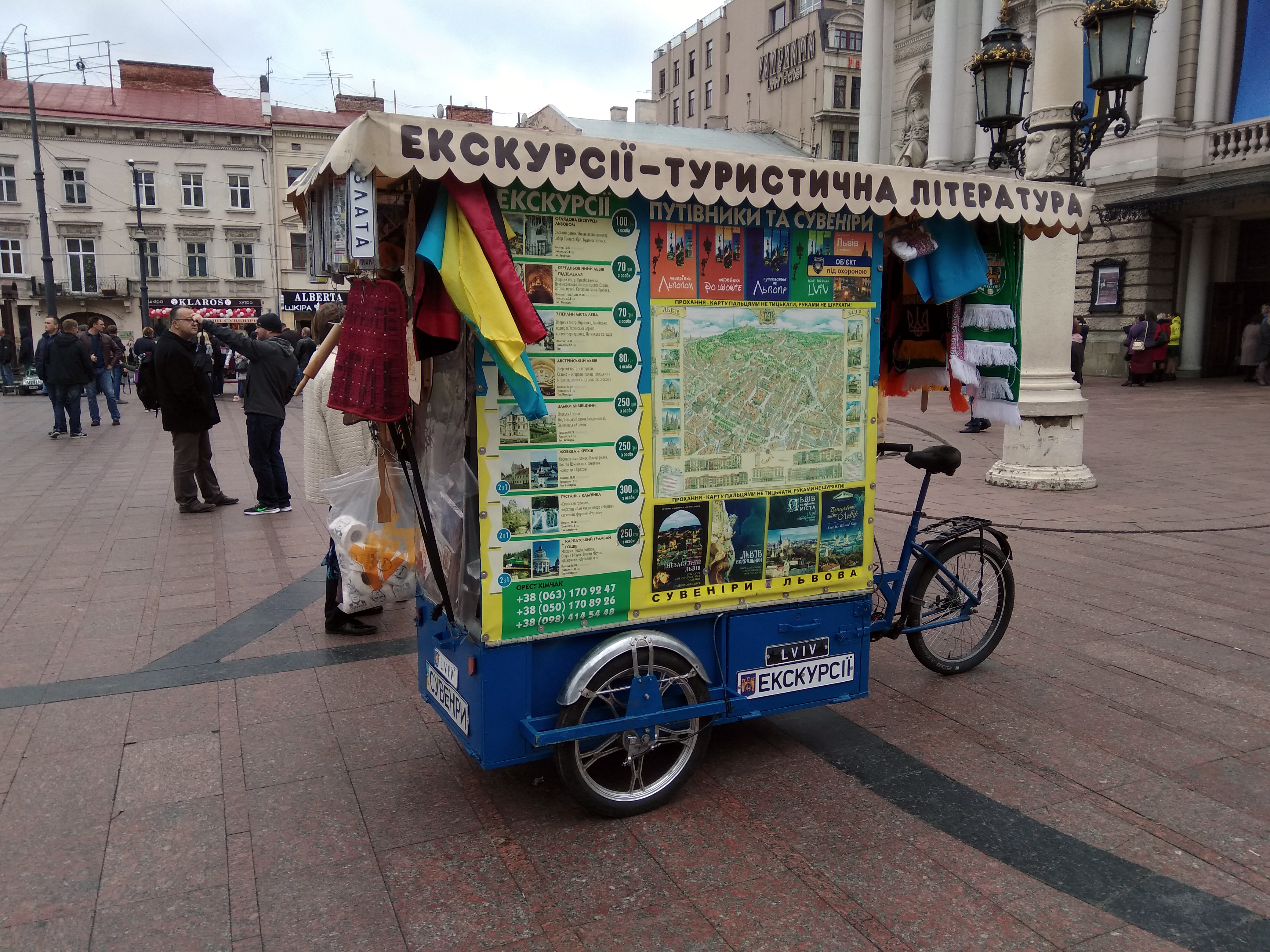
Велосипед для туристичних послуг біля Оперного театру

Львів широко використовує можливості велотранспорту в комерційних цілях. Велосипеди дають додаткові можливості, особливо в місцях, що належать до пішохідних зон. Так, на базі триколісних або чотириколісних вантажвéлів в місті функціонують пересувні точки з продажу сувенірів, велосипедні лавки з солодощами, а також кав'ярні на колесах — так звані велокафе.
Певний час вулицями міста їздив велобар, який є свого роду велосипедом на 4 колесах, який приводять в рух клієнти-пасажири. Відвідувачі крутять педалі, велобар рухається, а керує ним водій, який за сумісництвом є і барменом. Проєкт стартував в 2012 році, проте, згодом припинив своє існування через відсутність дозволів від Львівської міської ради.
Велосипеди у місті також деколи використовують як носії реклами — до велосипеда чіпляють причеп з рекламним банером чи прапор.
В місті функціонує декілька сервісів, що пропонують послуги з велокур'єрської доставки. Доставка працює цілодобово, доставляють велосипедами документи, пакунки, їжу, тощо.
22 квітня 2019 року почав працювати міжнародний сервіс доставки товарів кур'єрами Glovo, які часто пересуваються саме на велосипедах.

## Велосипеди на службі

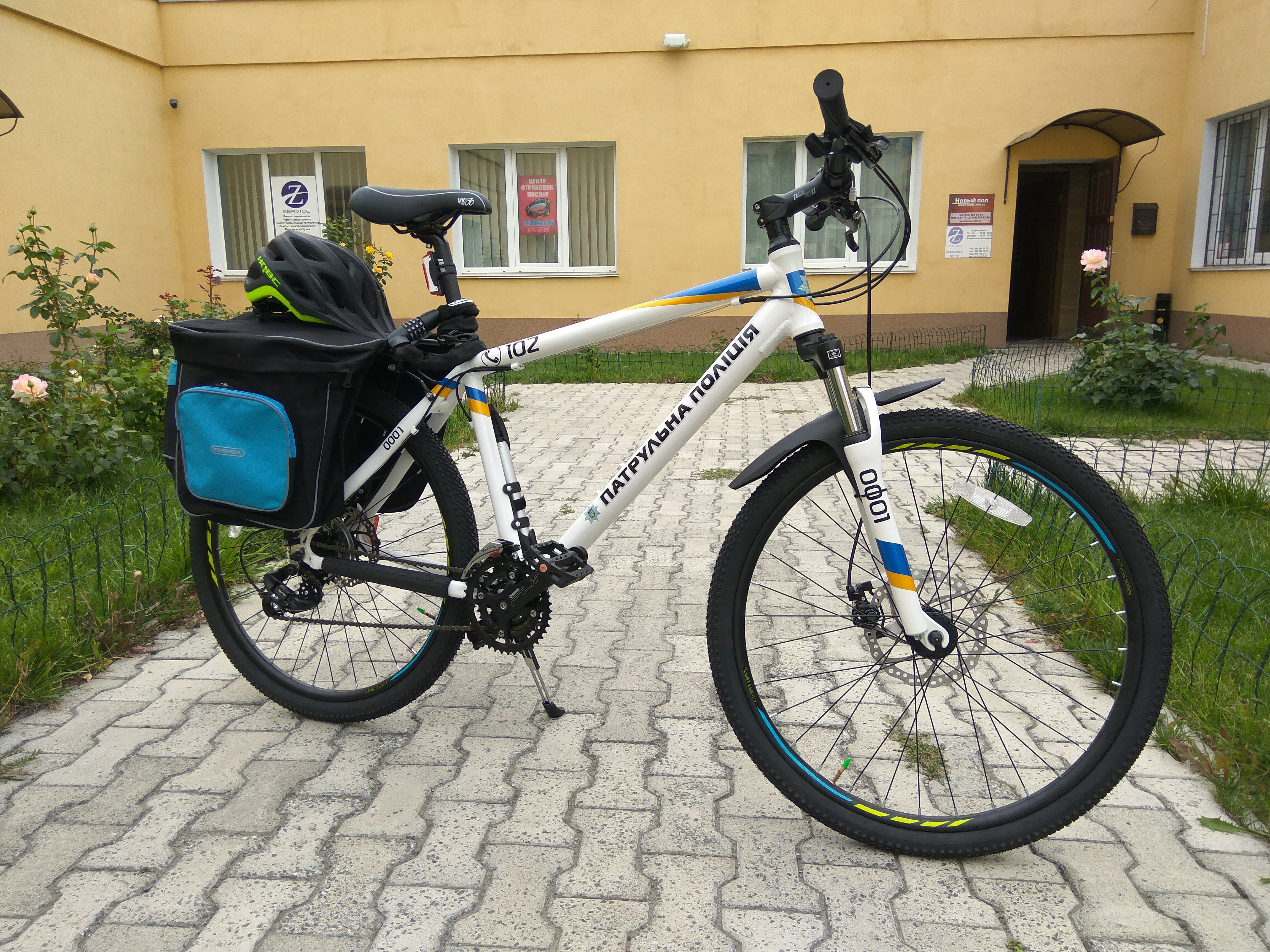
Велосипед поліції Львова

Поштовий велосипед

### Патрульна поліція
Управління патрульної поліції Львова залучає велосипеди для патрулювання середмістя та міських парків. Тип велосипедів — гірський.

### Укрпошта
Підприємство поштового зв'язку ПАТ «Укрпошта» використовує велосипеди для доправлення пошти в місті. Тип велосипедів — міський.

## Велоінформація

### Велокарта
В 2017 році львівські велоактивісти створили велосипедну карту Львова англійською мовою, де є все необхідне для велотуриста або велосипедиста-новачка. На карту нанесено:
- Велопрокати
- Веломайстерні та веломагазини (із зазначенням адреси та графіку роботи)
- Велопарки, скейтпарки, велотреки
- Велопарковки (із зазначенням типу та кількості стійок)
- Станції муніципального велопрокату
- Велодоріжки (позначено зеленими лініями — діючі, жовтими — ще не здані в експлуатацію) та веломаршрути
- Медпункти

Карта створена на основі Google Maps і доступна у відкритому доступі за цим посиланням. Також є можливість користуватись цією картою з мобільних пристроїв.

### Посібник велосипедиста
Львів видав безкоштовний посібник велосипедиста. Перша партія посібників була надрукована ще в 2014 році та містила поради щодо їзди на велосипеді та витяги з Правил дорожнього руху, які стосуються велосипедистів.
У 2018 році «Львівська асоціація велосипедистів» розробила і видала новий ілюстрований посібник, який розповсюджується безкоштовно. В ньому також зібрано витяги із Правил дорожнього руху, а також рекомендації та інформацію на тему велоінфраструктури. 

## Галерея

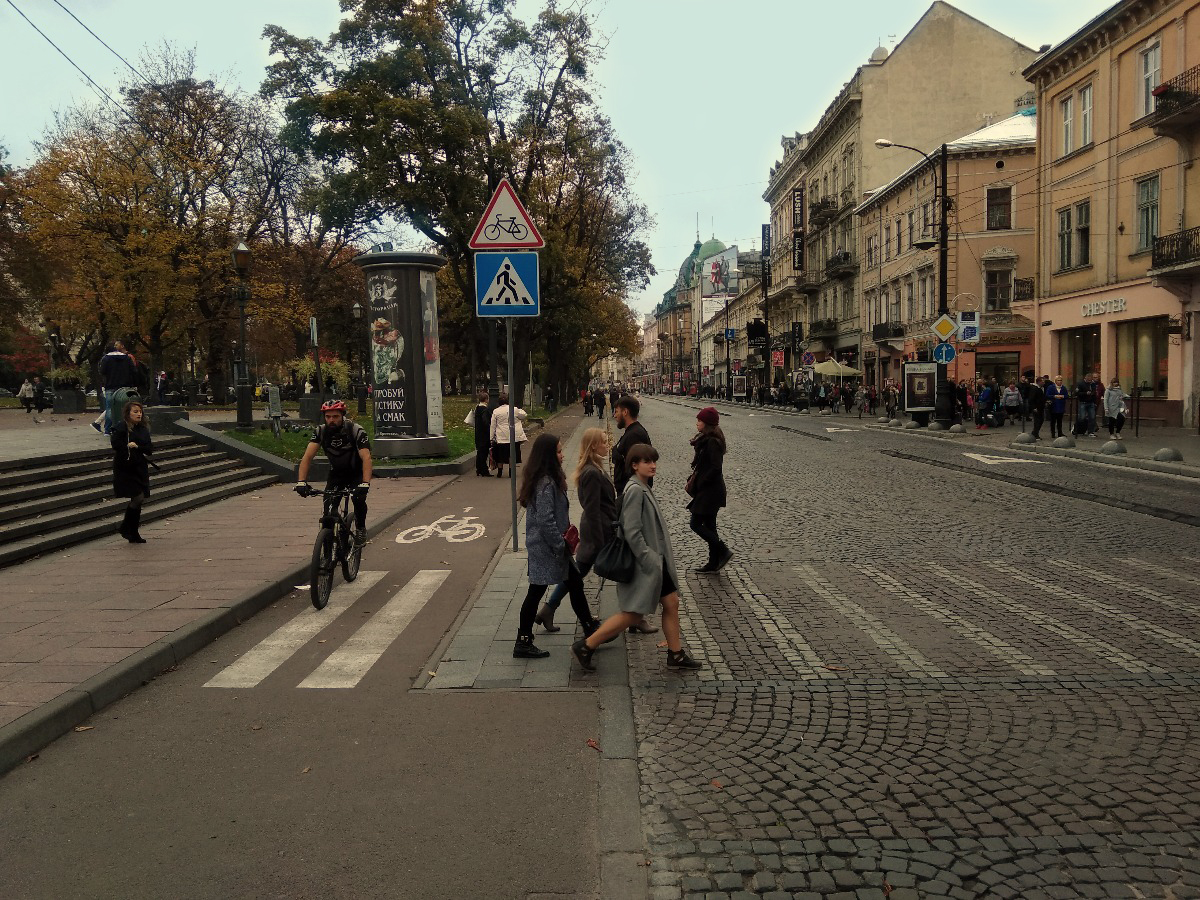
Велодоріжка на пр. Свободи
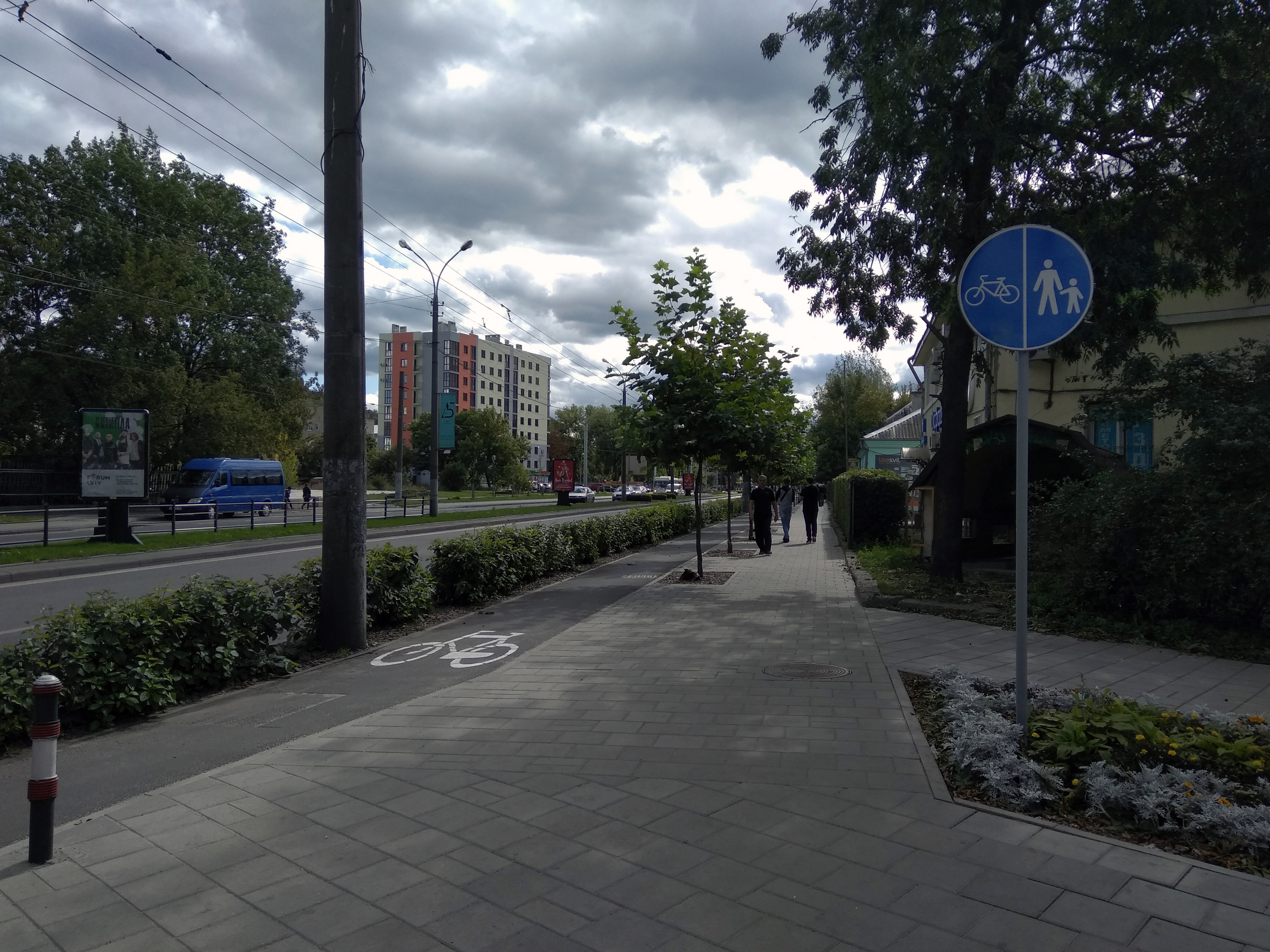
Велодоріжка та знак 4.22 на пр. Чорновола
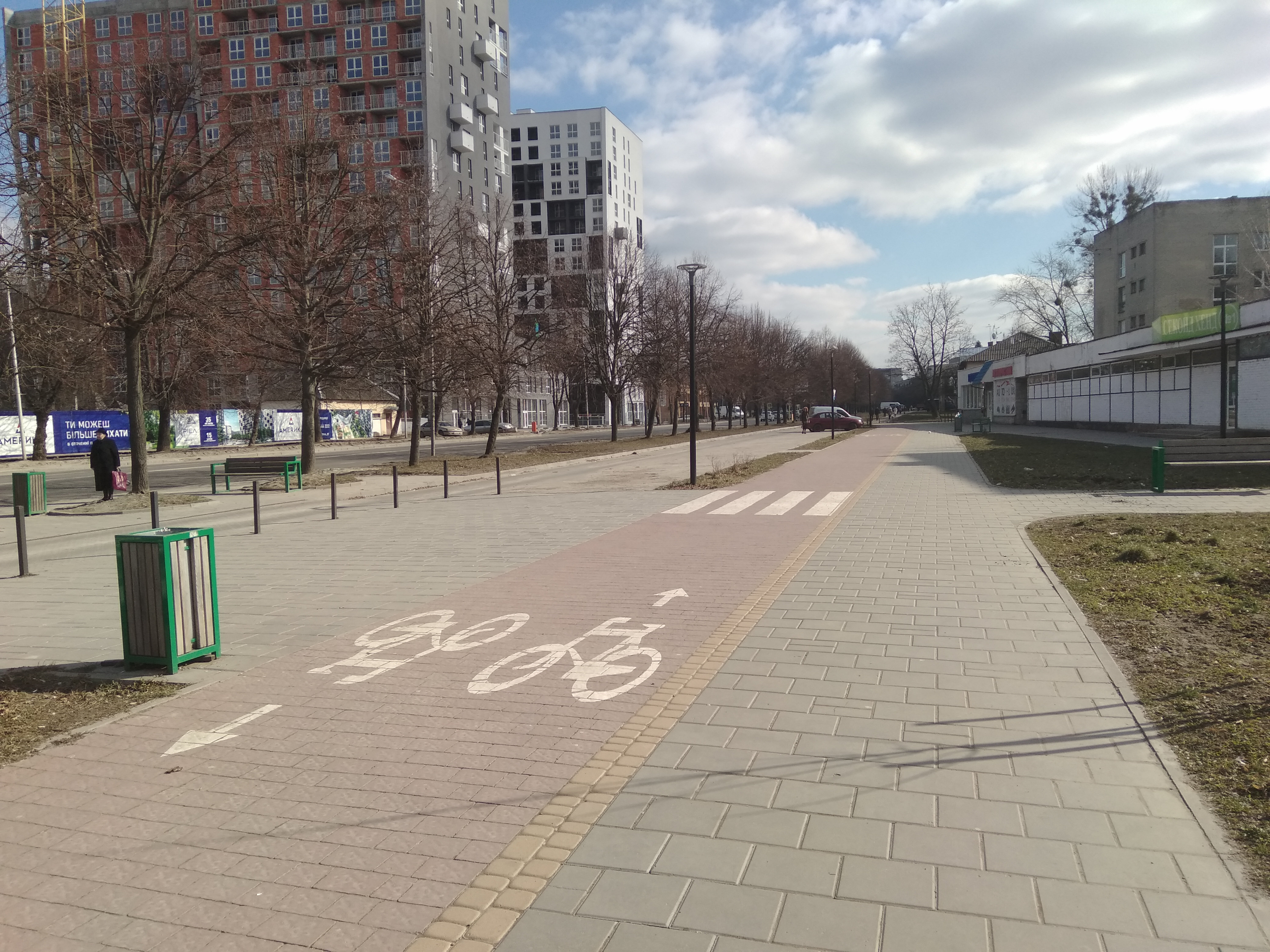
Велодоріжка на вул. Володимира Великого
Велодоріжка в Брюховичі
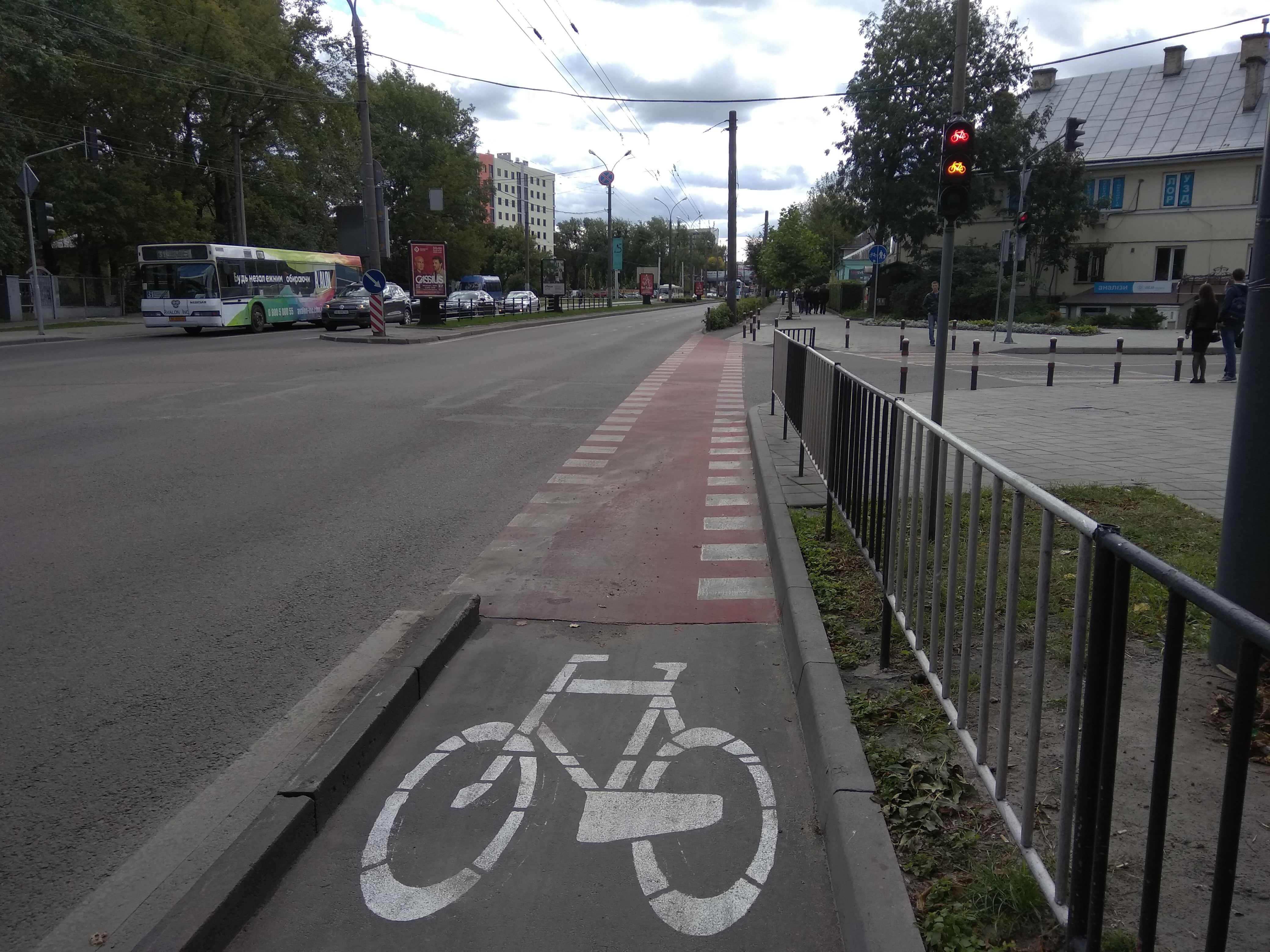
Велодоріжка та велосвітлофор на пр. Чорновола
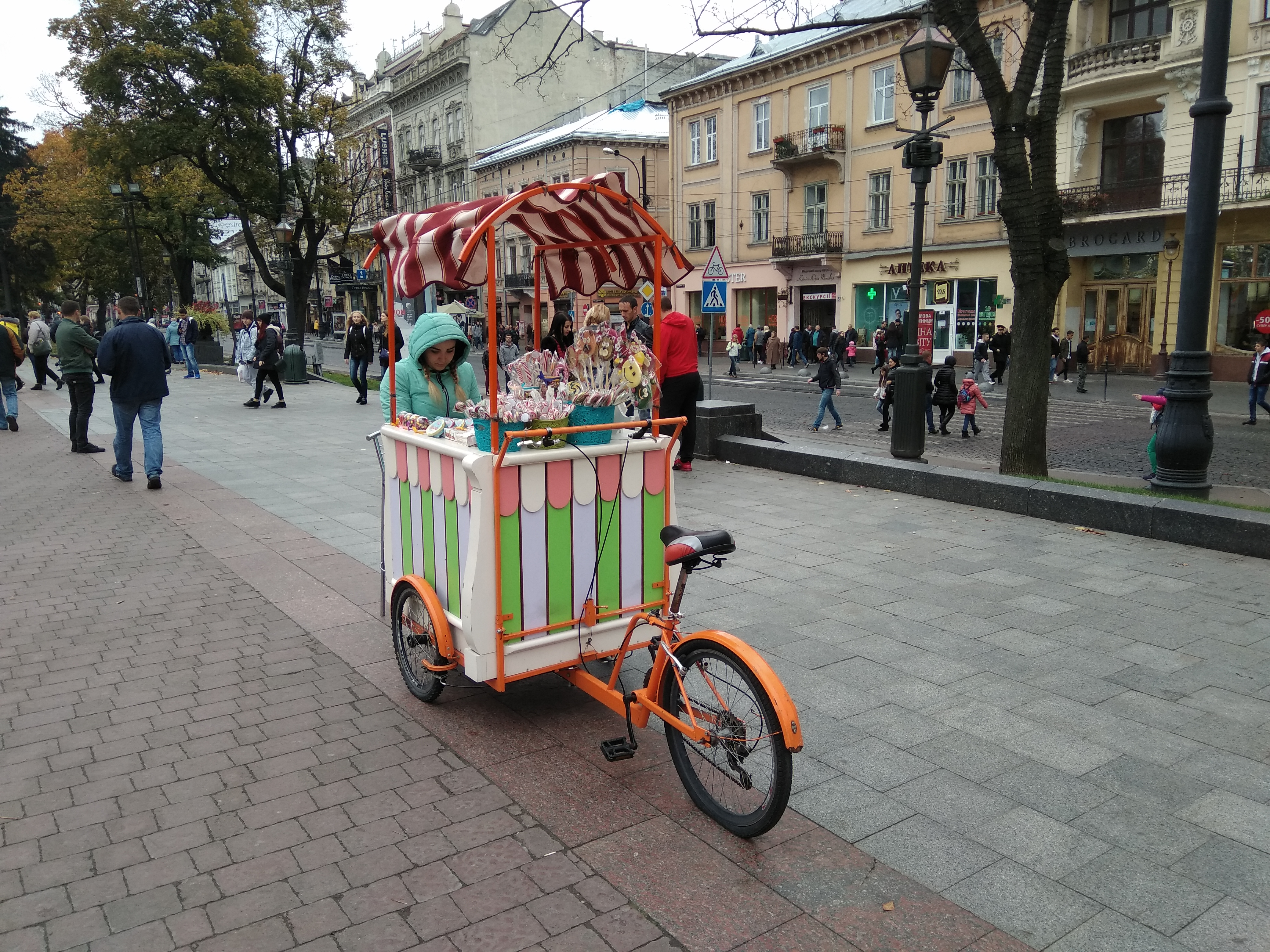
Велолавка з солодощами на пр. Свободи
Велокіоск з сувенірами на пр. Свободи
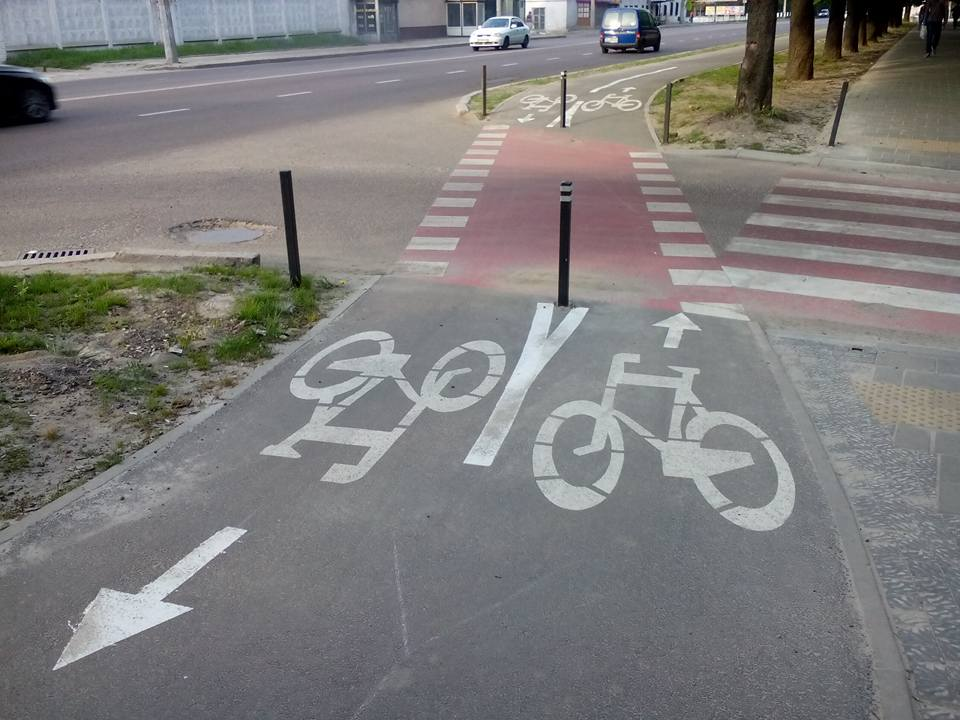
Велодоріжка та перехід на вул. Городоцькій
Мінікільце для впорядкування велоруху

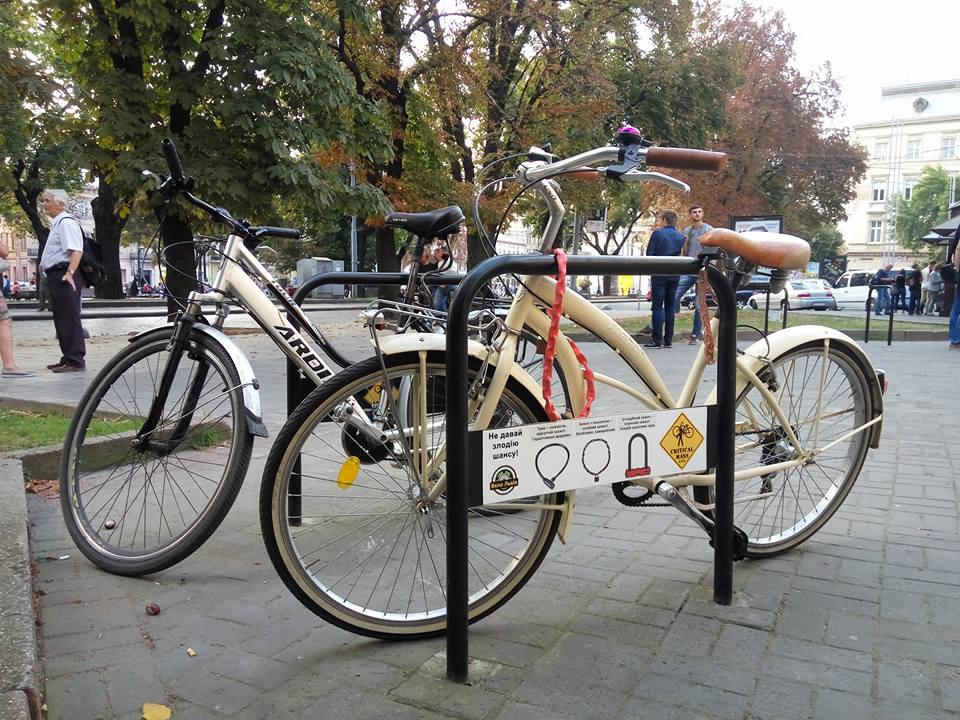
Велопарковка на пр. Свободи
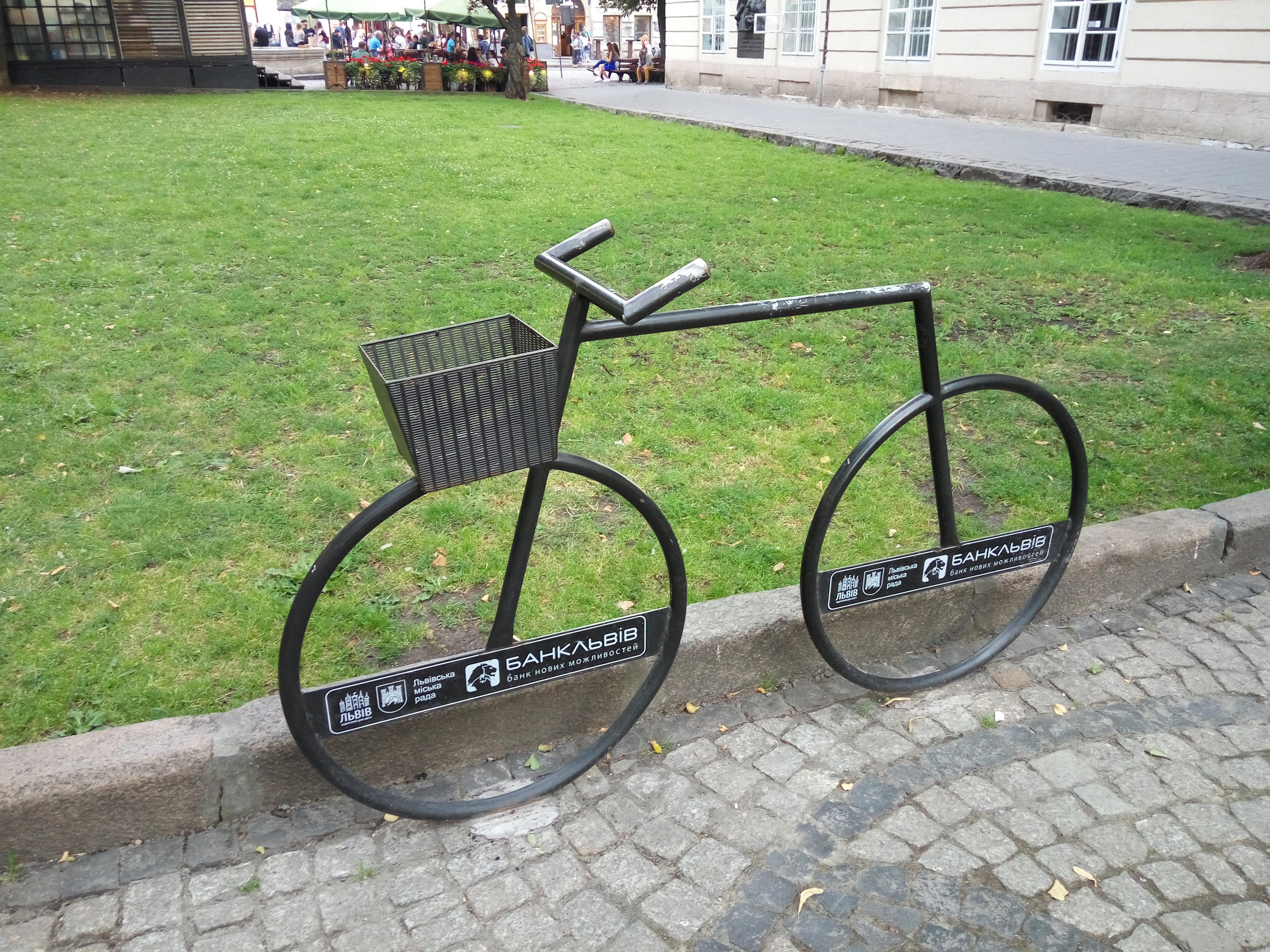
Велопарковка на пл. Ринок
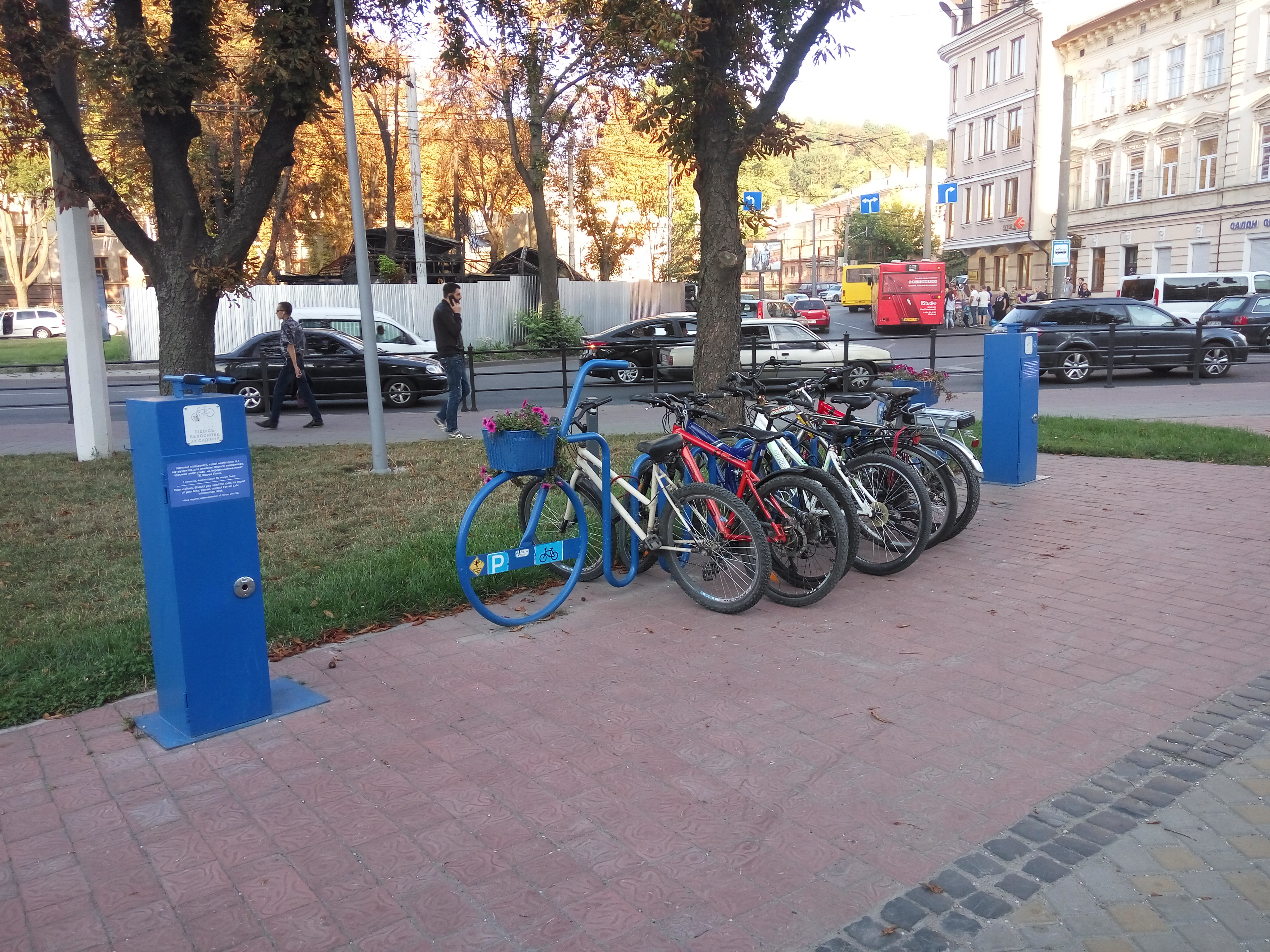
Велопарковка на пл. 700-річчя Львова
Велопарковка біля Центру надання адміністративних послуг Шевченківського району Львова на вул. Лінкольна
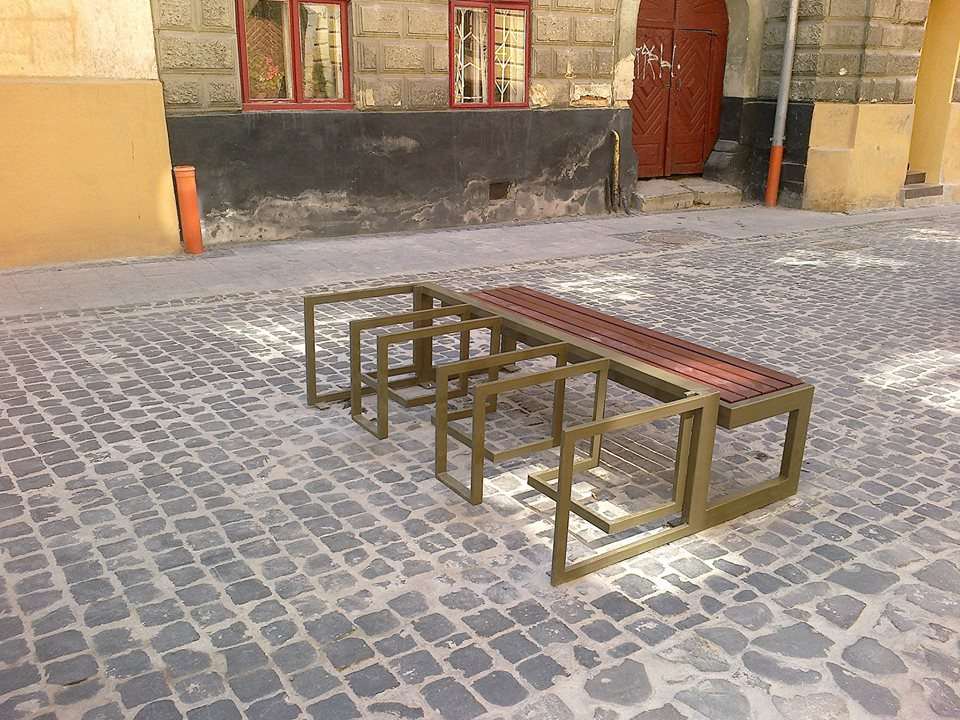
Велопарковка поєднана з лавкою на вул. Лесі Українки
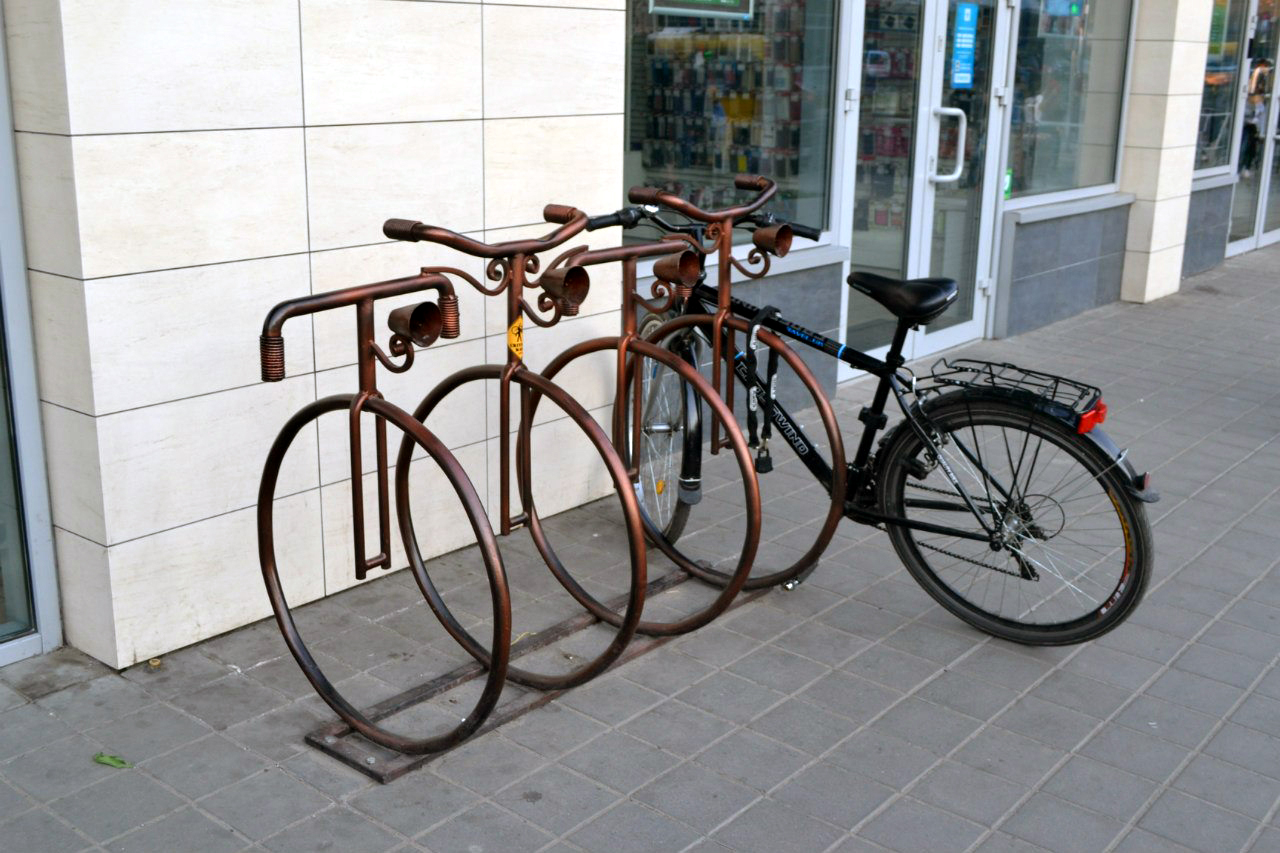
Велопарковка на пр. Чорновола
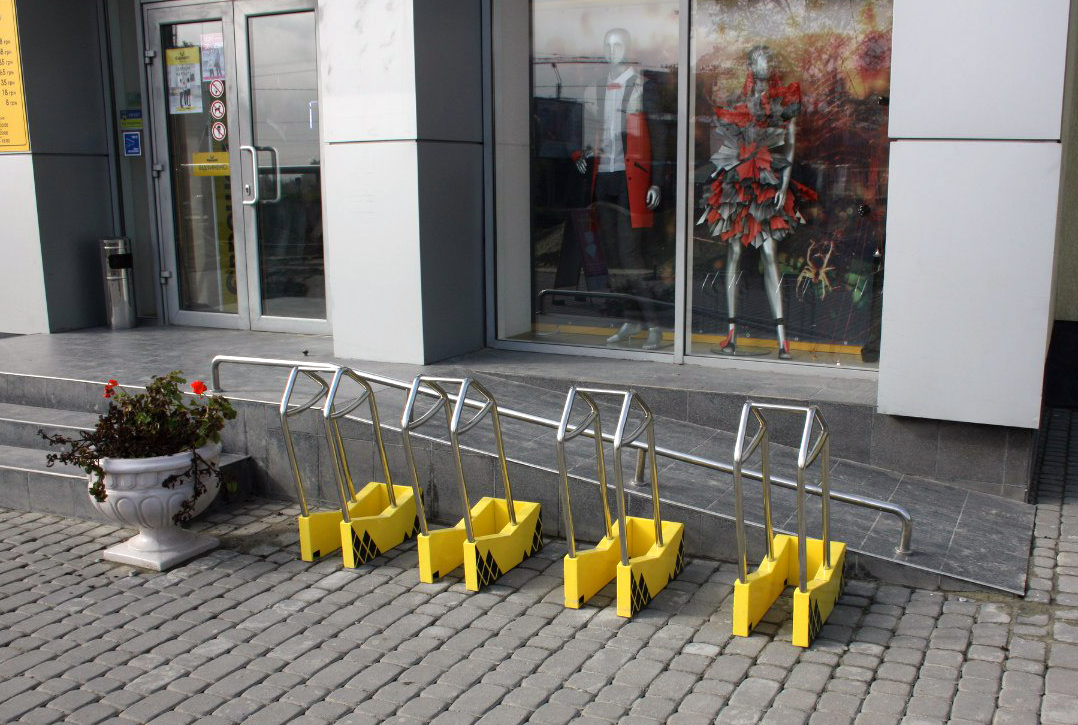
Велопарковка на вул. Хмельницького
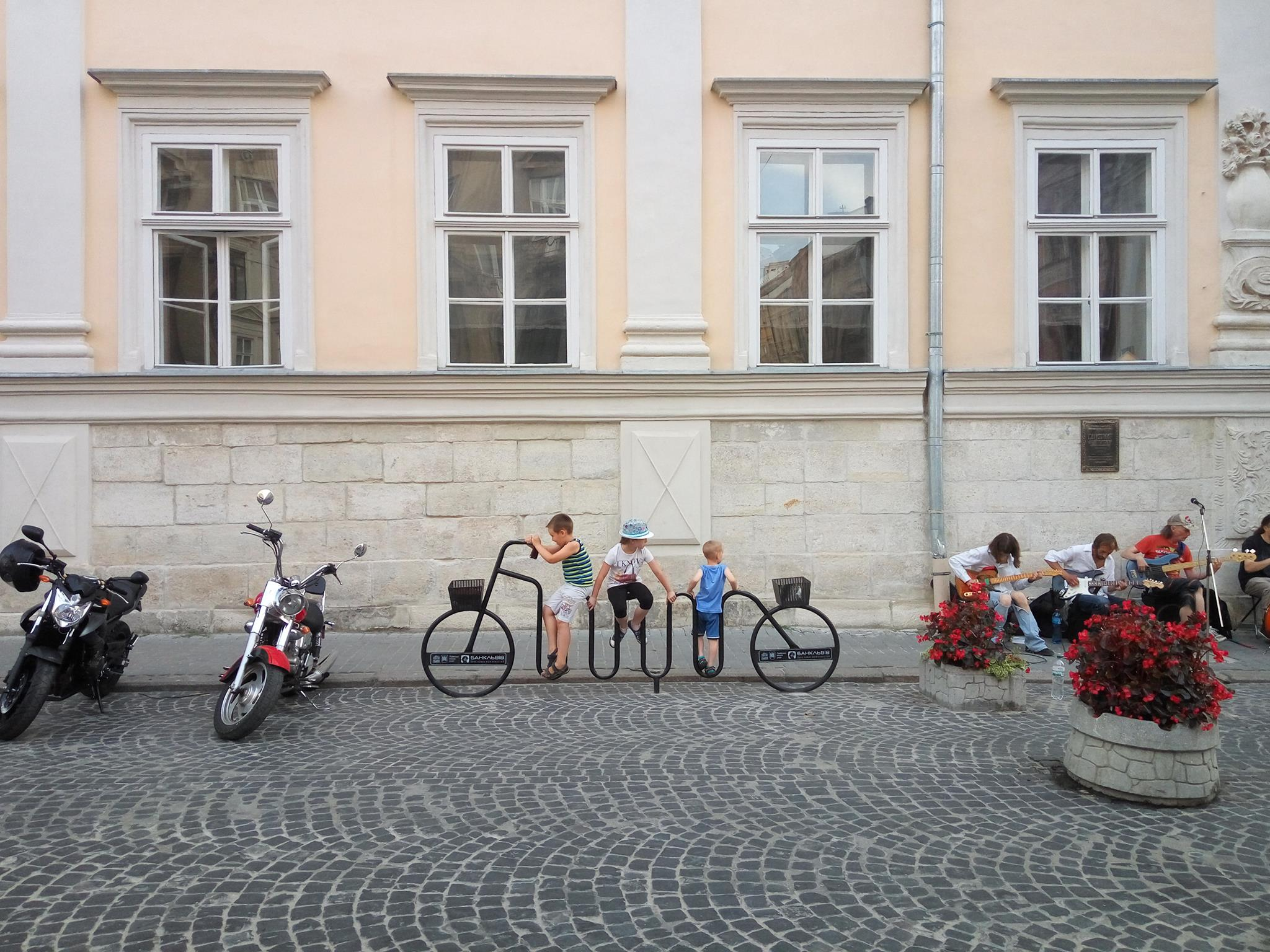
Велопарковка на пл. Яворського